# Liste der Kfz-Kennzeichen in Deutschland

Karte der Kfz-Kennzeichen in Deutschland (wiedereingeführte Kennzeichen in Blau, nicht wiedereingeführte in Rot)

Diese Liste der Kfz-Kennzeichen in Deutschland enthält die Unterscheidungszeichen im Sinne der Fahrzeug-Zulassungsverordnung, die von Kfz-Zulassungsbehörden in Deutschland bei der Vergabe von Kraftfahrzeugkennzeichen verwendet werden dürfen (Stand 1. Dezember 2023).
In der Liste wird hinter dem Kennzeichen die Gebietskörperschaft (Landkreis, kreisfreie Stadt) genannt, deren Zulassungsstelle befugt ist, Kennzeichen mit dem genannten Unterscheidungszeichen auszugeben. In der Spalte rechts daneben wird dargelegt, woher sich das Zeichen ableitet. Die Links bei den Kreisbezeichnungen bzw. den Namen der kreisfreien Städte führen zum Artikel des jeweiligen Verwaltungsbezirks.
Zeichen, die sowohl von einer kreisfreien Stadt als auch von einem Landkreis verwendet werden, sind besonders erläutert. Die Kfz-Zeichen unterscheiden sich in diesen Fällen durch die Kombination von Buchstaben und Ziffern. Dabei steht „X“ für einen Buchstaben, „XX“ für zwei, „9“ für eine Ziffer usw. Für die – wegen Verwechslungsgefahr mit anderen Buchstaben oder Ziffern – erst später eingeführten Buchstaben „B“, „F“, „G“, „I“, „O“  und  „Q“ gelten oft Abweichungen von der üblichen Zuteilung. Diese werden hier in der Regel nicht angegeben. Sehr oft, aber nicht immer, erhält der Zulassungsbezirk die kurzen Kennzeichen mit mindestens einem dieser Buchstaben, wenn er ansonsten die Kennzeichen „XX 999“ vergibt. Kennzeichen mit weniger als vier Buchstaben und Ziffern („Digits“) nach dem Unterscheidungszeichen werden in einigen Zulassungsbezirken nur solchen Fahrzeugen zugeteilt, die bauartbedingt keine größeren Kennzeichen führen können, zum Beispiel US-amerikanische Importfahrzeuge oder Krafträder.
Aufgehobene Unterscheidungszeichen, die nicht mehr vergeben werden, sind hier nicht enthalten. Diese sind in der Liste der deutschen Kfz-Kennzeichen, die nicht mehr ausgegeben werden, zu finden.
Die Anzahl der Buchstaben für den Zulassungsbezirk richtete sich ursprünglich möglichst nach der Einwohnerzahl der Gebietskörperschaft oder Stadt. Die jeweils größten Städte erhielten einen Einzelbuchstaben. So lautet das Kennzeichen für die Stadt Wuppertal „W“, da es die größte Stadt Deutschlands ist, deren Name mit dem Buchstaben „W“ beginnt. Wichtigste Ausnahme: Das viel größere Hamburg hat „HH“ für Hansestadt Hamburg, so konnte „H“ für die nächstkleinere Stadt Hannover genommen werden. Beim ersten Entwurf des Kennzeichensystems wurden auch Kennzeichen für die Gebietskörperschaften in der DDR und den ehemaligen deutschen Ostgebieten reserviert.

## Wiedereingeführte Kfz-Kennzeichen
Seit dem 1. November 2012 können Zulassungsbezirke mehr als ein Unterscheidungszeichen führen, z. B. neben dem Unterscheidungszeichen eines Kreises ein früher vergebenes Unterscheidungszeichen eines Altkreises bzw. einer kreisangehörigen Stadt. Die Unterscheidungszeichen der Verwaltungsbezirke werden auf Antrag der Länder vom Bundesministerium für Verkehr und digitale Infrastruktur (BMVI) festgelegt oder aufgehoben. Die im Rahmen der Kennzeichenliberalisierung erneut zugelassenen Unterscheidungszeichen werden ebenfalls aufgeführt. Die Festlegung und Aufhebung von Unterscheidungszeichen werden im Bundesanzeiger veröffentlicht.

## Liste der Kfz-Kennzeichen in Deutschland

### 0–9
| Zahl | Institution |
| ---- | --- |
| 0    | 0-1 Kraftfahrzeuge (Kfz) des Bundespräsidenten                                                                       |
| 0    | 0-2 Kfz des Bundeskanzlers                                                                                           |
| 0    | 0-3 Kfz des Außenministers                                                                                           |
| 0    | 0-4 Kfz des ersten Staatssekretärs im Auswärtigen Amt                                                                |
| 0    | 0-99(9)-9 (X), 0-99(9)-99 (X) oder 0-99(9)-999 (X) Kfz des Diplomatischen Korps (sofern in Deutschland akkreditiert) |
| 1    | 1-1 Kfz der Bundestagspräsidentin                                                                                    |

### A
| Abk. | Stadt/Landkreis                     | abgeleitet von                     | Bundesland             |
| ---- | ----------------------------------- | ---------------------------------- | ---------------------- |
| A    | Stadt Augsburg                      | Augsburg                           | Bayern                 |
| A    | Landkreis Augsburg                  | Augsburg                           | Bayern                 |
| AA   | Ostalbkreis                         | AAlen                              | Baden-Württemberg      |
| AB   | Stadt Aschaffenburg                 | AschaffenBurg                      | Bayern                 |
| AB   | Landkreis Aschaffenburg             | AschaffenBurg                      | Bayern                 |
| ABG  | Landkreis Altenburger Land          | AltenBurG                          | Thüringen              |
| ABI  | Landkreis Anhalt-Bitterfeld         | Anhalt-BItterfeld                  | Sachsen-Anhalt         |
| AC   | Städteregion Aachen                 | AaChen / Aix la Chapelle           | Nordrhein-Westfalen    |
| AE   | Vogtlandkreis                       | AuErbach                           | Sachsen                |
| AH   | Kreis Borken                        | AHaus                              | Nordrhein-Westfalen    |
| AIB  | Landkreis München                   | AIBling                            | Bayern                 |
| AIB  | Landkreis Rosenheim                 | AIBling                            | Bayern                 |
| AIC  | Landkreis Aichach-Friedberg         | AIChach                            | Bayern                 |
| AK   | Landkreis Altenkirchen (Westerwald) | AltenKirchen                       | Rheinland-Pfalz        |
| ALF  | Landkreis Hildesheim                | ALFeld                             | Niedersachsen          |
| ALZ  | Landkreis Aschaffenburg             | ALZenau                            | Bayern                 |
| AM   | Stadt Amberg                        | AMberg                             | Bayern                 |
| AN   | Stadt Ansbach                       | ANsbach                            | Bayern                 |
| AN   | Landkreis Ansbach                   | ANsbach                            | Bayern                 |
| ANA  | Erzgebirgskreis                     | ANnAberg                           | Sachsen                |
| ANG  | Landkreis Uckermark                 | ANGermünde                         | Brandenburg            |
| ANK  | ehemaliger Kreis Anklam             | ANKlam                             | Mecklenburg-Vorpommern |
| AÖ   | Landkreis Altötting                 | AltÖtting                          | Bayern                 |
| AP   | Landkreis Weimarer Land             | APolda                             | Thüringen              |
| APD  | Landkreis Weimarer Land             | APolDa                             | Thüringen              |
| ARN  | Ilm-Kreis                           | ARNstadt                           | Thüringen              |
| ART  | Kyffhäuserkreis                     | ARTern                             | Thüringen              |
| AS   | Landkreis Amberg-Sulzbach           | Amberg, Sulzbach                   | Bayern                 |
| ASL  | Salzlandkreis                       | ASchersLeben                       | Sachsen-Anhalt         |
| ASZ  | Erzgebirgskreis                     | Aue, SchwarZenberg                 | Sachsen                |
| AT   | ehemaliger Kreis Altentreptow       | AltenTreptow                       | Mecklenburg-Vorpommern |
| AU   | Erzgebirgskreis                     | AUe                                | Sachsen                |
| AUR  | Landkreis Aurich                    | AURich                             | Niedersachsen          |
| AW   | Landkreis Ahrweiler                 | AhrWeiler                          | Rheinland-Pfalz        |
| AZ   | Landkreis Alzey-Worms               | AlZey                              | Rheinland-Pfalz        |
| AZE  | Landkreis Anhalt-Bitterfeld         | Landkreis Anhalt-ZErbst (bis 2007) | Sachsen-Anhalt         |

### B
| Abk. | Stadt/Landkreis | abgeleitet von                                   | Bundesland             |
| ---- | --- | ------------------------------------------------ | ---------------------- |
| B    | Stadt Berlin | Berlin                                           | Berlin                 |
| B    | Berlin, Senat und Abgeordnetenhaus | Berlin                                           | Berlin                 |
| B    | Diplomaten | Berlin                                           | Berlin                 |
| BA   | Stadt Bamberg | BAmberg                                          | Bayern                 |
| BA   | Landkreis Bamberg | BAmberg                                          | Bayern                 |
| BAD  | Stadt Baden-Baden | BADen-Baden                                      | Baden-Württemberg      |
| BAR  | Landkreis Barnim | BARnim                                           | Brandenburg            |
| BB   | Landkreis Böblingen | BöBlingen                                        | Baden-Württemberg      |
| BBG  | Salzlandkreis | BernBurG                                         | Sachsen-Anhalt         |
| BBL  | Brandenburg, Landesregierung, Landtag und Polizei | BrandenBurgische Landesregierung                 | Brandenburg            |
| BC   | Landkreis Biberach | BiberaCh                                         | Baden-Württemberg      |
| BCH  | Neckar-Odenwald-Kreis | BuCHen                                           | Baden-Württemberg      |
| BD   | Deutscher Bundestag, Bundesrat, Bundespräsidialamt, Bundesregierung, Bundesministerien, Bundesfinanzverwaltung (z. B. Zoll) und Bundesverfassungsgericht | BundesDienst                                     | bundesweit             |
| BE   | Kreis Warendorf | BEckum                                           | Nordrhein-Westfalen    |
| BED  | Landkreis Mittelsachsen | Brand-ErbisDorf                                  | Sachsen                |
| BER  | Landkreis Barnim | BERnau                                           | Brandenburg            |
| BF   | Kreis Steinfurt | BurgsteinFurt                                    | Nordrhein-Westfalen    |
| BGD  | Landkreis Berchtesgadener Land | BerchtesGaDen                                    | Bayern                 |
| BGL  | Landkreis Berchtesgadener Land | BerchtesGadener Land                             | Bayern                 |
| BH   | Ortenaukreis | BüHl                                             | Baden-Württemberg      |
| BH   | Landkreis Rastatt | BüHl                                             | Baden-Württemberg      |
| BI   | Stadt Bielefeld | BIelefeld                                        | Nordrhein-Westfalen    |
| BID  | Landkreis Marburg-Biedenkopf | BIeDenkopf                                       | Hessen                 |
| BIN  | Landkreis Mainz-Bingen | BINgen                                           | Rheinland-Pfalz        |
| BIR  | Landkreis Birkenfeld | BIRkenfeld                                       | Rheinland-Pfalz        |
| BIT  | Eifelkreis Bitburg-Prüm | BITburg                                          | Rheinland-Pfalz        |
| BIW  | Landkreis Bautzen | BIschofsWerda                                    | Sachsen                |
| BK   | Rems-Murr-Kreis | BacKnang                                         | Baden-Württemberg      |
| BK   | Landkreis Schwäbisch Hall | BacKnang                                         | Baden-Württemberg      |
| BK   | Landkreis Börde | Börde (Kreis)                                    | Sachsen-Anhalt         |
| BKS  | Landkreis Bernkastel-Wittlich | BernKaStel                                       | Rheinland-Pfalz        |
| BL   | Zollernalbkreis | BaLingen                                         | Baden-Württemberg      |
| BLB  | Kreis Siegen-Wittgenstein | BerLeBurg                                        | Nordrhein-Westfalen    |
| BLK  | Burgenlandkreis | BurgenLandKreis                                  | Sachsen-Anhalt         |
| BM   | Rhein-Erft-Kreis | BergheiM                                         | Nordrhein-Westfalen    |
| BN   | Stadt Bonn | BonN                                             | Nordrhein-Westfalen    |
| BN   | Diplomaten | BonN                                             | Nordrhein-Westfalen    |
| BNA  | Landkreis Leipzig | BorNA                                            | Sachsen                |
| BO   | Stadt Bochum | BOchum                                           | Nordrhein-Westfalen    |
| BÖ   | Landkreis Börde | BÖrde                                            | Sachsen-Anhalt         |
| BOG  | Landkreis Straubing-Bogen | BOGen                                            | Bayern                 |
| BOH  | Kreis Borken | BOcHolt                                          | Nordrhein-Westfalen    |
| BOR  | Kreis Borken | BORken                                           | Nordrhein-Westfalen    |
| BOT  | Stadt Bottrop | BOTtrop                                          | Nordrhein-Westfalen    |
| BP   | Bundespolizei | BundesPolizei                                    | bundesweit             |
| BR   | Landkreis Karlsruhe | BRuchsal                                         | Baden-Württemberg      |
| BRA  | Landkreis Wesermarsch | BRAke                                            | Niedersachsen          |
| BRB  | Stadt Brandenburg an der Havel | BRandenBurg                                      | Brandenburg            |
| BRG  | Landkreis Jerichower Land | BuRG                                             | Sachsen-Anhalt         |
| BRK  | Landkreis Bad Kissingen | BRücKenau                                        | Bayern                 |
| BRL  | Landkreis Goslar | BRaunLage                                        | Niedersachsen          |
| BRV  | Landkreis Rotenburg (Wümme) | BRemerVörde                                      | Niedersachsen          |
| BS   | Stadt Braunschweig | BraunSchweig                                     | Niedersachsen          |
| BSB  | Landkreis Osnabrück | BerSenBrück                                      | Niedersachsen          |
| BSK  | Landkreis Oder-Spree | BeeSKow                                          | Brandenburg            |
| BT   | Stadt Bayreuth | BayreuTh                                         | Bayern                 |
| BT   | Landkreis Bayreuth | BayreuTh                                         | Bayern                 |
| BTF  | Landkreis Anhalt-Bitterfeld | BitTerFeld                                       | Sachsen-Anhalt         |
| BÜD  | Wetteraukreis | BÜDingen                                         | Hessen                 |
| BUL  | Landkreis Amberg-Sulzbach | BUrgLengenfeld                                   | Bayern                 |
| BUL  | Landkreis Schwandorf | BUrgLengenfeld                                   | Bayern                 |
| BÜR  | Kreis Paderborn | BÜRen                                            | Nordrhein-Westfalen    |
| BÜS  | Gemeinde Büsingen am Hochrhein (Gemeinde im Landkreis Konstanz, deutsche Exklave in der Schweiz)                                                         | BÜSingen                                         | Baden-Württemberg      |
| BÜZ  | Landkreis Rostock | BÜtZow                                           | Mecklenburg-Vorpommern |
| BW   | Wasserstraßen- und Schifffahrtsverwaltung des Bundes | Bundes-Wasserstraßen- und Schifffahrtsverwaltung | bundesweit             |
| BWL  | Baden-Württemberg, Landesregierung, Landtag und Polizei                                                                                                  | Baden-Württembergischer Landtag                  | Baden-Württemberg      |
| BYL  | Bayern, Landesregierung und Landtag | BaYerischer Landtag                              | Bayern                 |
| BZ   | Landkreis Bautzen | BautZen                                          | Sachsen                |

### C
| Abk. | Stadt/Landkreis                                                            | abgeleitet von       | Bundesland          |
| ---- | -------------------------------------------------------------------------- | -------------------- | ------------------- |
| C    | Stadt Chemnitz                                                             | Chemnitz             | Sachsen             |
| CA   | Landkreis Oberspreewald-Lausitz                                            | CAlau                | Brandenburg         |
| CAS  | Kreis Recklinghausen                                                       | CAStrop              | Nordrhein-Westfalen |
| CB   | Stadt Cottbus                                                              | CottBus              | Brandenburg         |
| CE   | Landkreis Celle                                                            | CElle                | Niedersachsen       |
| CHA  | Landkreis Cham                                                             | CHAm                 | Bayern              |
| CLP  | Landkreis Cloppenburg                                                      | CLopPenburg          | Niedersachsen       |
| CLZ  | Landkreis Goslar                                                           | CLausthal-Zellerfeld | Niedersachsen       |
| CO   | Stadt Coburg und Landkreis Coburg (→ Zweckverband Zulassungsstelle Coburg) | COburg               | Bayern              |
| COC  | Landkreis Cochem-Zell                                                      | COChem               | Rheinland-Pfalz     |
| COE  | Kreis Coesfeld                                                             | COEsfeld             | Nordrhein-Westfalen |
| CR   | Landkreis Schwäbisch Hall                                                  | CRailsheim           | Baden-Württemberg   |
| CUX  | Landkreis Cuxhaven                                                         | CUXhaven             | Niedersachsen       |
| CW   | Landkreis Calw                                                             | CalW                 | Baden-Württemberg   |

### D
| Abk. | Stadt/Landkreis                                 | abgeleitet von             | Bundesland             |
| ---- | ----------------------------------------------- | -------------------------- | ---------------------- |
| D    | Stadt Düsseldorf                                | Düsseldorf                 | Nordrhein-Westfalen    |
| DA   | Landkreis Darmstadt-Dieburg und Stadt Darmstadt | DArmstadt                  | Hessen                 |
| DAH  | Landkreis Dachau                                | DAcHau                     | Bayern                 |
| DAN  | Landkreis Lüchow-Dannenberg                     | DANnenberg                 | Niedersachsen          |
| DAU  | Landkreis Vulkaneifel                           | DAUn                       | Rheinland-Pfalz        |
| DBR  | Landkreis Rostock                               | DoBeRan                    | Mecklenburg-Vorpommern |
| DD   | Stadt Dresden                                   | DresDen                    | Sachsen                |
| DD   | Polizei Sachsen                                 | DresDen                    | Sachsen                |
| DE   | Stadt Dessau-Roßlau                             | DEssau                     | Sachsen-Anhalt         |
| DEG  | Landkreis Deggendorf                            | DEGgendorf                 | Bayern                 |
| DEL  | Stadt Delmenhorst                               | DELmenhorst                | Niedersachsen          |
| DGF  | Landkreis Dingolfing-Landau                     | DinGolFing                 | Bayern                 |
| DH   | Landkreis Diepholz                              | DiepHolz                   | Niedersachsen          |
| DI   | Landkreis Darmstadt-Dieburg                     | DIeburg                    | Hessen                 |
| DIL  | Lahn-Dill-Kreis                                 | DILlenburg                 | Hessen                 |
| DIN  | Kreis Wesel                                     | DINslaken                  | Nordrhein-Westfalen    |
| DIZ  | Rhein-Lahn-Kreis                                | DIeZ                       | Rheinland-Pfalz        |
| DKB  | Landkreis Ansbach                               | DinKelsBühl                | Bayern                 |
| DL   | Landkreis Mittelsachsen                         | DöbeLn                     | Sachsen                |
| DLG  | Landkreis Dillingen an der Donau                | DilLinGen                  | Bayern                 |
| DM   | ehemaliger Landkreis Demmin/Kreis Demmin        | DemMin                     | Mecklenburg-Vorpommern |
| DN   | Kreis Düren                                     | DüreN                      | Nordrhein-Westfalen    |
| DO   | Stadt Dortmund                                  | DOrtmund                   | Nordrhein-Westfalen    |
| DON  | Landkreis Donau-Ries                            | DONauwörth                 | Bayern                 |
| DS   | Schwarzwald-Baar-Kreis                          | DonaueSchingen             | Baden-Württemberg      |
| DU   | Stadt Duisburg                                  | DUisburg                   | Nordrhein-Westfalen    |
| DUD  | Landkreis Göttingen ohne die Stadt Göttingen    | DUDerstadt                 | Niedersachsen          |
| DÜW  | Landkreis Bad Dürkheim                          | DÜrkheim an der Weinstraße | Rheinland-Pfalz        |
| DW   | Landkreis Sächsische Schweiz-Osterzgebirge      | DippoldisWalde             | Sachsen                |
| DZ   | Landkreis Nordsachsen                           | DelitZsch                  | Sachsen                |

### E
| Abk. | Stadt/Landkreis                    | abgeleitet von      | Bundesland          |
| ---- | ---------------------------------- | ------------------- | ------------------- |
| E    | Stadt Essen                        | Essen               | Nordrhein-Westfalen |
| EA   | Wartburgkreis                      | EisenAch            | Thüringen           |
| EB   | Landkreis Nordsachsen              | EilenBurg           | Sachsen             |
| EBE  | Landkreis Ebersberg                | EBErsberg           | Bayern              |
| EBN  | Landkreis Haßberge                 | EBerN               | Bayern              |
| EBS  | Landkreis Bayreuth                 | EBermannStadt       | Bayern              |
| EBS  | Landkreis Forchheim                | EBermannStadt       | Bayern              |
| EBS  | Landkreis Kulmbach                 | EBermannStadt       | Bayern              |
| ECK  | Kreis Rendsburg-Eckernförde        | ECKernförde         | Schleswig-Holstein  |
| ED   | Landkreis Erding                   | ErDing              | Bayern              |
| EE   | Landkreis Elbe-Elster              | Elbe, Elster        | Brandenburg         |
| EF   | Stadt Erfurt                       | ErFurt              | Thüringen           |
| EG   | Landkreis Rottal-Inn               | EGgenfelden         | Bayern              |
| EH   | Landkreis Oder-Spree               | EisenHüttenstadt    | Brandenburg         |
| EI   | Landkreis Eichstätt                | EIchstätt           | Bayern              |
| EIC  | Landkreis Eichsfeld                | EIChsfeld           | Thüringen           |
| EIL  | Landkreis Mansfeld-Südharz         | EIsLeben            | Sachsen-Anhalt      |
| EIN  | Landkreis Northeim                 | EINbeck             | Niedersachsen       |
| EIS  | Saale-Holzland-Kreis               | EISenberg           | Thüringen           |
| EL   | Landkreis Emsland                  | EmsLand             | Niedersachsen       |
| EM   | Landkreis Emmendingen              | EMmendingen         | Baden-Württemberg   |
| EMD  | Stadt Emden                        | EMDen               | Niedersachsen       |
| EMS  | Rhein-Lahn-Kreis                   | EMS                 | Rheinland-Pfalz     |
| EN   | Ennepe-Ruhr-Kreis                  | ENnepe              | Nordrhein-Westfalen |
| ER   | Stadt Erlangen                     | ERlangen            | Bayern              |
| ERB  | Odenwaldkreis                      | ERBach              | Hessen              |
| ERH  | Landkreis Erlangen-Höchstadt       | ERlangen, Höchstadt | Bayern              |
| ERK  | Kreis Heinsberg                    | ERKelenz            | Nordrhein-Westfalen |
| ERZ  | Erzgebirgskreis                    | ERZgebirge          | Sachsen             |
| ES   | Landkreis Esslingen                | ESslingen           | Baden-Württemberg   |
| ESB  | Landkreis Amberg-Sulzbach          | ESchenBach          | Bayern              |
| ESB  | Landkreis Bayreuth                 | ESchenBach          | Bayern              |
| ESB  | Landkreis Neustadt an der Waldnaab | ESchenBach          | Bayern              |
| ESB  | Landkreis Nürnberger Land          | ESchenBach          | Bayern              |
| ESW  | Werra-Meißner-Kreis                | ESchWege            | Hessen              |
| EU   | Kreis Euskirchen                   | EUskirchen          | Nordrhein-Westfalen |
| EW   | Landkreis Barnim                   | EbersWalde          | Brandenburg         |

### F
| Abk. | Stadt/Landkreis                            | abgeleitet von    | Bundesland         |
| ---- | ------------------------------------------ | ----------------- | ------------------ |
| F    | Stadt Frankfurt am Main                    | Frankfurt         | Hessen             |
| FB   | Wetteraukreis                              | FriedBerg         | Hessen             |
| FD   | Landkreis Fulda                            | FulDa             | Hessen             |
| FDB  | Landkreis Aichach-Friedberg                | FrieDBerg         | Bayern             |
| FDS  | Landkreis Freudenstadt                     | FreuDenStadt      | Baden-Württemberg  |
| FEU  | Landkreis Ansbach                          | FEUchtwangen      | Bayern             |
| FF   | Stadt Frankfurt (Oder)                     | FrankFurt         | Brandenburg        |
| FFB  | Landkreis Fürstenfeldbruck                 | FürstenFeldBruck  | Bayern             |
| FG   | Landkreis Mittelsachsen                    | FreiberG          | Sachsen            |
| FI   | Landkreis Elbe-Elster                      | FInsterwalde      | Brandenburg        |
| FKB  | Landkreis Waldeck-Frankenberg              | FranKenBerg       | Hessen             |
| FL   | Stadt Flensburg                            | FLensburg         | Schleswig-Holstein |
| FLÖ  | Landkreis Mittelsachsen                    | FLÖha             | Sachsen            |
| FN   | Bodenseekreis                              | FriedrichshafeN   | Baden-Württemberg  |
| FO   | Landkreis Forchheim                        | FOrchheim         | Bayern             |
| FOR  | Landkreis Spree-Neiße                      | FORst             | Brandenburg        |
| FR   | Stadt Freiburg im Breisgau                 | FReiburg          | Baden-Württemberg  |
| FR   | Landkreis Breisgau-Hochschwarzwald         | FReiburg          | Baden-Württemberg  |
| FRG  | Landkreis Freyung-Grafenau                 | FReyung, Grafenau | Bayern             |
| FRI  | Landkreis Friesland                        | FRIesland         | Niedersachsen      |
| FRW  | Landkreis Märkisch-Oderland                | FReienWalde       | Brandenburg        |
| FS   | Landkreis Freising                         | FreiSing          | Bayern             |
| FT   | Stadt Frankenthal (Pfalz)                  | FrankenThal       | Rheinland-Pfalz    |
| FTL  | Landkreis Sächsische Schweiz-Osterzgebirge | FreiTaL           | Sachsen            |
| FÜ   | Stadt Fürth                                | FÜrth             | Bayern             |
| FÜ   | Landkreis Fürth (sonst)*                   | FÜrth             | Bayern             |
| FÜS  | Landkreis Ostallgäu                        | FÜSsen            | Bayern             |
| FW   | Landkreis Oder-Spree                       | FürstenWalde      | Brandenburg        |
| FZ   | Schwalm-Eder-Kreis                         | FritZlar          | Hessen             |

### G
| Abk. | Stadt/Landkreis                                           | abgeleitet von         | Bundesland             |
| ---- | --------------------------------------------------------- | ---------------------- | ---------------------- |
| G    | Stadt Gera                                                | Gera                   | Thüringen              |
| GA   | Altmarkkreis Salzwedel                                    | GArdelegen             | Sachsen-Anhalt         |
| GAN  | Landkreis Northeim                                        | GANdersheim            | Niedersachsen          |
| GAP  | Landkreis Garmisch-Partenkirchen                          | GArmisch-Partenkirchen | Bayern                 |
| GC   | Landkreis Zwickau                                         | GlauChau               | Sachsen                |
| GD   | Ostalbkreis                                               | GmünD                  | Baden-Württemberg      |
| GDB  | ehemaliger Landkreis Gadebusch                            | GaDeBusch              | Mecklenburg-Vorpommern |
| GE   | Stadt Gelsenkirchen                                       | GElsenkirchen          | Nordrhein-Westfalen    |
| GEL  | Kreis Kleve                                               | GELdern                | Nordrhein-Westfalen    |
| GEO  | Landkreis Haßberge                                        | GErOlzhofen            | Bayern                 |
| GEO  | Landkreis Schweinfurt                                     | GErOlzhofen            | Bayern                 |
| GER  | Landkreis Germersheim                                     | GERmersheim            | Rheinland-Pfalz        |
| GF   | Landkreis Gifhorn                                         | GiFhorn                | Niedersachsen          |
| GG   | Kreis Groß-Gerau                                          | Groß-Gerau             | Hessen                 |
| GHA  | Landkreis Leipzig                                         | GeitHAin               | Sachsen                |
| GHC  | Landkreis Wittenberg                                      | GräfenHainiChen        | Sachsen-Anhalt         |
| GI   | Landkreis Gießen                                          | GIeßen                 | Hessen                 |
| GK   | Kreis Heinsberg                                           | GeilenKirchen          | Nordrhein-Westfalen    |
| GL   | Rheinisch-Bergischer Kreis                                | GLadbach               | Nordrhein-Westfalen    |
| GLA  | Kreis Recklinghausen                                      | GLAdbeck               | Nordrhein-Westfalen    |
| GM   | Oberbergischer Kreis                                      | GumMersbach            | Nordrhein-Westfalen    |
| GMN  | ehemaliger Landkreis Grimmen                              | GrimMeN                | Mecklenburg-Vorpommern |
| GN   | Main-Kinzig-Kreis ohne die Stadt Hanau                    | GelnhauseN             | Hessen                 |
| GNT  | Landkreis Jerichower Land                                 | GeNThin                | Sachsen-Anhalt         |
| GÖ   | Landkreis Göttingen - Stadt Göttingen - übriger Landkreis | GÖttingen              | Niedersachsen          |
| GOA  | Rhein-Hunsrück-Kreis                                      | Sankt GOAr             | Rheinland-Pfalz        |
| GOH  | Rhein-Lahn-Kreis                                          | Sankt GOarsHausen      | Rheinland-Pfalz        |
| GP   | Landkreis Göppingen                                       | GöpPingen              | Baden-Württemberg      |
| GR   | Landkreis Görlitz                                         | GöRlitz                | Sachsen                |
| GRA  | Landkreis Freyung-Grafenau                                | GRAfenau               | Bayern                 |
| GRH  | Landkreis Meißen                                          | GRoßenHain             | Sachsen                |
| GRI  | Landkreis Rottal-Inn                                      | GRIesbach              | Bayern                 |
| GRM  | Landkreis Leipzig                                         | GRimMa                 | Sachsen                |
| GRZ  | Landkreis Greiz                                           | GReiZ                  | Thüringen              |
| GS   | Landkreis Goslar                                          | GoSlar                 | Niedersachsen          |
| GT   | Kreis Gütersloh                                           | GüTersloh              | Nordrhein-Westfalen    |
| GTH  | Landkreis Gotha                                           | GoTHa                  | Thüringen              |
| GÜ   | Landkreis Rostock                                         | GÜstrow                | Mecklenburg-Vorpommern |
| GUB  | Landkreis Spree-Neiße                                     | GUBen                  | Brandenburg            |
| GUN  | Landkreis Weißenburg-Gunzenhausen                         | GUNzenhausen           | Bayern                 |
| GV   | Rhein-Kreis Neuss                                         | GreVenbroich           | Nordrhein-Westfalen    |
| GVM  | ehemaliger Kreis Grevesmühlen                             | GreVesMühlen           | Mecklenburg-Vorpommern |
| GW   | ehemaliger Landkreis Greifswald                           | GreifsWald             | Mecklenburg-Vorpommern |
| GZ   | Landkreis Günzburg                                        | GünZburg               | Bayern                 |

### H
| Abk. | Stadt/Landkreis                                                                   | abgeleitet von        | Bundesland             |
| ---- | --------------------------------------------------------------------------------- | --------------------- | ---------------------- |
| H    | Region Hannover - Stadt Hannover - übrige Region                                  | Hannover              | Niedersachsen          |
| HA   | Stadt Hagen                                                                       | HAgen                 | Nordrhein-Westfalen    |
| HAB  | Landkreis Bad Kissingen                                                           | HAmmelBurg            | Bayern                 |
| HAL  | Stadt Halle (Saale)                                                               | HALle                 | Sachsen-Anhalt         |
| HAM  | Stadt Hamm                                                                        | HAMm                  | Nordrhein-Westfalen    |
| HAS  | Landkreis Haßberge                                                                | HASsfurt              | Bayern                 |
| HB   | Stadt Bremen, Senat und Bürgerschaft                                              | Hansestadt Bremen     | Bremen                 |
| HB   | Stadt Bremerhaven (X-9999)                                                        | Hansestadt Bremen     | Bremen                 |
| HBN  | Landkreis Hildburghausen                                                          | HildBurghauseN        | Thüringen              |
| HBS  | Landkreis Harz                                                                    | HalBerStadt           | Sachsen-Anhalt         |
| HC   | Landkreis Mittelsachsen                                                           | HainiChen             | Sachsen                |
| HCH  | Landkreis Freudenstadt                                                            | HeCHingen             | Baden-Württemberg      |
| HCH  | Zollernalbkreis                                                                   | HeCHingen             | Baden-Württemberg      |
| HD   | Stadt Heidelberg                                                                  | HeiDelberg            | Baden-Württemberg      |
| HD   | Rhein-Neckar-Kreis                                                                | HeiDelberg            | Baden-Württemberg      |
| HDH  | Landkreis Heidenheim                                                              | HeiDenHeim            | Baden-Württemberg      |
| HDL  | Landkreis Börde                                                                   | HalDensLeben          | Sachsen-Anhalt         |
| HE   | Landkreis Helmstedt                                                               | HElmstedt             | Niedersachsen          |
| HEB  | Landkreis Nürnberger Land                                                         | HErsBruck             | Bayern                 |
| HEF  | Landkreis Hersfeld-Rotenburg                                                      | HErsFeld              | Hessen                 |
| HEI  | Kreis Dithmarschen                                                                | HEIde                 | Schleswig-Holstein     |
| HEL  | Hessen, Landesregierung und Landtag                                               | HEssischer Landtag    | Hessen                 |
| HER  | Stadt Herne                                                                       | HERne                 | Nordrhein-Westfalen    |
| HET  | Landkreis Mansfeld-Südharz                                                        | HETtstedt             | Sachsen-Anhalt         |
| HF   | Kreis Herford                                                                     | HerFord               | Nordrhein-Westfalen    |
| HG   | Hochtaunuskreis                                                                   | HomburG               | Hessen                 |
| HGN  | Landkreis Ludwigslust-Parchim                                                     | HaGeNow               | Mecklenburg-Vorpommern |
| HGW  | Stadt Greifswald (große kreisangehörige Stadt im Landkreis Vorpommern-Greifswald) | Hansestadt GreifsWald | Mecklenburg-Vorpommern |
| HH   | Freie und Hansestadt Hamburg, Senat und Bürgerschaft                              | Hansestadt Hamburg    | Hamburg                |
| HHM  | Burgenlandkreis                                                                   | HoHenMölsen           | Sachsen-Anhalt         |
| HI   | Landkreis Hildesheim                                                              | HIldesheim            | Niedersachsen          |
| HIG  | Landkreis Eichsfeld                                                               | HeilIGenstadt         | Thüringen              |
| HIP  | Landkreis Roth                                                                    | HIlPoltstein          | Bayern                 |
| HK   | Landkreis Heidekreis                                                              | HeideKreis            | Niedersachsen          |
| HL   | Stadt Lübeck                                                                      | Hansestadt Lübeck     | Schleswig-Holstein     |
| HM   | Landkreis Hameln-Pyrmont                                                          | HaMeln                | Niedersachsen          |
| HMÜ  | Landkreis Göttingen ohne die Stadt Göttingen                                      | Hann. MÜnden          | Niedersachsen          |
| HN   | Stadt Heilbronn                                                                   | HeilbronN             | Baden-Württemberg      |
| HN   | Landkreis Heilbronn                                                               | HeilbronN             | Baden-Württemberg      |
| HO   | Stadt Hof                                                                         | HOf                   | Bayern                 |
| HO   | Landkreis Hof                                                                     | HOf                   | Bayern                 |
| HOG  | Landkreis Kassel                                                                  | HOfGeismar            | Hessen                 |
| HOH  | Landkreis Haßberge                                                                | HOfHeim               | Bayern                 |
| HOL  | Landkreis Holzminden                                                              | HOLzminden            | Niedersachsen          |
| HOM  | Saarpfalz-Kreis ohne die Stadt St. Ingbert                                        | HOMburg               | Saarland               |
| HOR  | Landkreis Freudenstadt                                                            | HORb                  | Baden-Württemberg      |
| HÖS  | Landkreis Erlangen-Höchstadt                                                      | HÖchStadt             | Bayern                 |
| HOT  | Landkreis Zwickau                                                                 | HOhensTein            | Sachsen                |
| HP   | Landkreis Bergstraße                                                              | HepPenheim            | Hessen                 |
| HR   | Schwalm-Eder-Kreis                                                                | HombeRg               | Hessen                 |
| HRO  | Stadt Rostock                                                                     | Hansestadt ROstock    | Mecklenburg-Vorpommern |
| HS   | Kreis Heinsberg                                                                   | HeinSberg             | Nordrhein-Westfalen    |
| HSK  | Hochsauerlandkreis                                                                | HochSauerlandKreis    | Nordrhein-Westfalen    |
| HST  | Stadt Stralsund (große kreisangehörige Stadt im Landkreis Vorpommern-Rügen)       | Hansestadt STralsund  | Mecklenburg-Vorpommern |
| HU   | Stadt Hanau (Sonderstatusstadt im Main-Kinzig-Kreis)                              | HanaU                 | Hessen                 |
| HU   | Main-Kinzig-Kreis (übriges Kreisgebiet)                                           | HanaU                 | Hessen                 |
| HV   | Landkreis Stendal                                                                 | HaVelberg             | Sachsen-Anhalt         |
| HVL  | Landkreis Havelland                                                               | HaVelLand             | Brandenburg            |
| HWI  | Stadt Wismar (große kreisangehörige Stadt im Landkreis Nordwestmecklenburg)       | Hansestadt WIsmar     | Mecklenburg-Vorpommern |
| HX   | Kreis Höxter                                                                      | HöXter                | Nordrhein-Westfalen    |
| HY   | Landkreis Bautzen                                                                 | HoYerswerda           | Sachsen                |
| HZ   | Landkreis Harz                                                                    | HarZ                  | Sachsen-Anhalt         |

### I
| Abk. | Stadt/Landkreis                                    | abgeleitet von | Bundesland         |
| ---- | -------------------------------------------------- | -------------- | ------------------ |
| IGB  | Stadt St. Ingbert (Mittelstadt im Saarpfalz-Kreis) | InGBert        | Saarland           |
| IK   | Ilm-Kreis                                          | Ilm-Kreis      | Thüringen          |
| IL   | Ilm-Kreis                                          | ILmenau        | Thüringen          |
| ILL  | Landkreis Neu-Ulm                                  | ILLertissen    | Bayern             |
| IN   | Stadt Ingolstadt                                   | INgolstadt     | Bayern             |
| IZ   | Kreis Steinburg                                    | ItZehoe        | Schleswig-Holstein |

### J
| Abk. | Stadt/Landkreis           | abgeleitet von  | Bundesland          |
| ---- | ------------------------- | --------------- | ------------------- |
| J    | Stadt Jena                | Jena            | Thüringen           |
| JB   | Landkreis Teltow-Fläming  | JüterBog        | Brandenburg         |
| JE   | Landkreis Wittenberg      | JEssen          | Sachsen-Anhalt      |
| JL   | Landkreis Jerichower Land | Jerichower Land | Sachsen-Anhalt      |
| JÜL  | Kreis Düren               | JÜLich          | Nordrhein-Westfalen |

### K
| Abk. | Stadt/Landkreis                                            | abgeleitet von      | Bundesland          |
| ---- | ---------------------------------------------------------- | ------------------- | ------------------- |
| K    | Stadt Köln                                                 | Köln                | Nordrhein-Westfalen |
| KA   | Stadt Karlsruhe                                            | KArlsruhe           | Baden-Württemberg   |
| KA   | Landkreis Karlsruhe                                        | KArlsruhe           | Baden-Württemberg   |
| KB   | Landkreis Waldeck-Frankenberg                              | KorBach             | Hessen              |
| KC   | Landkreis Kronach                                          | KronaCh             | Bayern              |
| KE   | Stadt Kempten (Allgäu)                                     | KEmpten             | Bayern              |
| KEH  | Landkreis Kelheim                                          | KElHeim             | Bayern              |
| KEL  | Ortenaukreis                                               | KEhL                | Baden-Württemberg   |
| KEM  | Landkreis Bayreuth                                         | KEMnath             | Bayern              |
| KEM  | Landkreis Tirschenreuth                                    | KEMnath             | Bayern              |
| KF   | Stadt Kaufbeuren                                           | KauFbeuren          | Bayern              |
| KG   | Landkreis Bad Kissingen                                    | KissinGen           | Bayern              |
| KH   | Landkreis Bad Kreuznach                                    | KreuznacH           | Rheinland-Pfalz     |
| KI   | Stadt Kiel                                                 | KIel                | Schleswig-Holstein  |
| KIB  | Donnersbergkreis                                           | KIrchheimBolanden   | Rheinland-Pfalz     |
| KK   | Kreis Viersen                                              | Kempen, Krefeld     | Nordrhein-Westfalen |
| KL   | Stadt Kaiserslautern                                       | KaisersLautern      | Rheinland-Pfalz     |
| KL   | Landkreis Kaiserslautern                                   | KaisersLautern      | Rheinland-Pfalz     |
| KLE  | Kreis Kleve                                                | KLEve               | Nordrhein-Westfalen |
| KLZ  | Altmarkkreis Salzwedel                                     | KLötZe              | Sachsen-Anhalt      |
| KM   | Landkreis Bautzen                                          | KaMenz              | Sachsen             |
| KN   | Landkreis Konstanz ohne die Gemeinde Büsingen am Hochrhein | KoNstanz            | Baden-Württemberg   |
| KO   | Stadt Koblenz                                              | KOblenz             | Rheinland-Pfalz     |
| KÖN  | Landkreis Rhön-Grabfeld                                    | KÖNigshofen         | Bayern              |
| KÖT  | Landkreis Anhalt-Bitterfeld                                | KÖThen              | Sachsen-Anhalt      |
| KÖZ  | Landkreis Cham                                             | KÖtZting            | Bayern              |
| KR   | Stadt Krefeld                                              | KRefeld             | Nordrhein-Westfalen |
| KRU  | Landkreis Günzburg                                         | KRUmbach            | Bayern              |
| KS   | Landkreis Kassel und Stadt Kassel                          | KasSel              | Hessen              |
| KT   | Landkreis Kitzingen                                        | KiTzingen           | Bayern              |
| KU   | Landkreis Kulmbach                                         | KUlmbach            | Bayern              |
| KÜN  | Hohenlohekreis                                             | KÜNzelsau           | Baden-Württemberg   |
| KUS  | Landkreis Kusel                                            | KUSel               | Rheinland-Pfalz     |
| KW   | Landkreis Dahme-Spreewald                                  | Königs Wusterhausen | Brandenburg         |
| KY   | Landkreis Ostprignitz-Ruppin                               | KYritz              | Brandenburg         |
| KYF  | Kyffhäuserkreis                                            | KYFfhäuser          | Thüringen           |

### L
| Abk. | Stadt/Landkreis                                      | abgeleitet von            | Bundesland             |
| ---- | ---------------------------------------------------- | ------------------------- | ---------------------- |
| L    | Stadt Leipzig                                        | Leipzig                   | Sachsen                |
| L    | Landkreis Leipzig                                    | Leipzig                   | Sachsen                |
| LA   | Stadt Landshut                                       | LAndshut                  | Bayern                 |
| LA   | Landkreis Landshut                                   | LAndshut                  | Bayern                 |
| LAN  | Landkreis Dingolfing-Landau                          | LANdau                    | Bayern                 |
| LAU  | Landkreis Nürnberger Land                            | LAUf                      | Bayern                 |
| LB   | Landkreis Ludwigsburg                                | LudwigsBurg               | Baden-Württemberg      |
| LBS  | Saale-Orla-Kreis                                     | LoBenStein                | Thüringen              |
| LBZ  | Landkreis Ludwigslust-Parchim                        | LüBZ                      | Mecklenburg-Vorpommern |
| LC   | Landkreis Dahme-Spreewald                            | LuCkau                    | Brandenburg            |
| LD   | Stadt Landau in der Pfalz                            | LanDau                    | Rheinland-Pfalz        |
| LDK  | Lahn-Dill-Kreis                                      | Lahn-Dill-Kreis           | Hessen                 |
| LDS  | Landkreis Dahme-Spreewald                            | Landkreis Dahme-Spreewald | Brandenburg            |
| LEO  | Landkreis Böblingen                                  | LEOnberg                  | Baden-Württemberg      |
| LER  | Landkreis Leer                                       | LEeR                      | Niedersachsen          |
| LEV  | Stadt Leverkusen                                     | LEVerkusen                | Nordrhein-Westfalen    |
| LF   | Landkreis Altötting                                  | LauFen                    | Bayern                 |
| LF   | Landkreis Berchtesgadener Land                       | LauFen                    | Bayern                 |
| LF   | Landkreis Traunstein                                 | LauFen                    | Bayern                 |
| LG   | Landkreis Lüneburg                                   | LüneburG                  | Niedersachsen          |
| LH   | Kreis Coesfeld                                       | LüdingHausen              | Nordrhein-Westfalen    |
| LH   | Kreis Unna                                           | LüdingHausen              | Nordrhein-Westfalen    |
| LI   | Landkreis Lindau (Bodensee)                          | LIndau                    | Bayern                 |
| LIB  | Landkreis Elbe-Elster                                | LIeBenwerda               | Brandenburg            |
| LIF  | Landkreis Lichtenfels                                | LIchtenFels               | Bayern                 |
| LIP  | Kreis Lippe                                          | LIPpe                     | Nordrhein-Westfalen    |
| LK   | Kreis Minden-Lübbecke                                | LübbecKe                  | Nordrhein-Westfalen    |
| LL   | Landkreis Landsberg am Lech                          | Landsberg am Lech         | Bayern                 |
| LM   | Landkreis Limburg-Weilburg                           | LiMburg                   | Hessen                 |
| LN   | Landkreis Dahme-Spreewald                            | LübbeN                    | Brandenburg            |
| LÖ   | Landkreis Lörrach                                    | LÖrrach                   | Baden-Württemberg      |
| LÖB  | Landkreis Görlitz                                    | LÖBau                     | Sachsen                |
| LOS  | Landkreis Oder-Spree                                 | Landkreis Oder-Spree      | Brandenburg            |
| LP   | Kreis Soest                                          | LiPpstadt                 | Nordrhein-Westfalen    |
| LR   | Ortenaukreis                                         | LahR                      | Baden-Württemberg      |
| LRO  | Landkreis Rostock                                    | Landkreis ROstock         | Mecklenburg-Vorpommern |
| LSA  | Sachsen-Anhalt, Landesregierung, Landtag und Polizei | Land Sachsen-Anhalt       | Sachsen-Anhalt         |
| LSN  | Sachsen, Landesregierung und Landtag                 | Landtag SachseN           | Sachsen                |
| LSZ  | Unstrut-Hainich-Kreis                                | LangenSalZa               | Thüringen              |
| LU   | Stadt Ludwigshafen am Rhein                          | LUdwigshafen              | Rheinland-Pfalz        |
| LÜN  | Kreis Unna                                           | LÜNen                     | Nordrhein-Westfalen    |
| LUK  | Landkreis Teltow-Fläming                             | LUcKenwalde               | Brandenburg            |
| LUP  | Landkreis Ludwigslust-Parchim                        | LUdwigslust, Parchim      | Mecklenburg-Vorpommern |
| LWL  | Landkreis Ludwigslust-Parchim                        | LudWigsLust               | Mecklenburg-Vorpommern |

### M
| Abk. | Stadt/Landkreis                                                     | abgeleitet von                     | Bundesland             |
| ---- | ------------------------------------------------------------------- | ---------------------------------- | ---------------------- |
| M    | Stadt München                                                       | München                            | Bayern                 |
| M    | Landkreis München                                                   | München                            | Bayern                 |
| MA   | Stadt Mannheim                                                      | MAnnheim                           | Baden-Württemberg      |
| MAB  | Erzgebirgskreis                                                     | MArienBerg                         | Sachsen                |
| MAI  | Landkreis Kelheim                                                   | MAInburg                           | Bayern                 |
| MAI  | Landkreis Landshut                                                  | MAInburg                           | Bayern                 |
| MAK  | Landkreis Wunsiedel im Fichtelgebirge                               | MArKtredwitz                       | Bayern                 |
| MAL  | Landkreis Landshut                                                  | MALlersdorf                        | Bayern                 |
| MAL  | Landkreis Straubing-Bogen                                           | MALlersdorf                        | Bayern                 |
| MB   | Landkreis Miesbach                                                  | MiesBach                           | Bayern                 |
| MC   | Landkreis Mecklenburgische Seenplatte ohne die Stadt Neubrandenburg | MalChin                            | Mecklenburg-Vorpommern |
| MD   | Stadt Magdeburg                                                     | MagDeburg                          | Sachsen-Anhalt         |
| ME   | Kreis Mettmann                                                      | MEttmann                           | Nordrhein-Westfalen    |
| MED  | Kreis Dithmarschen                                                  | MElDorf                            | Schleswig-Holstein     |
| MEG  | Schwalm-Eder-Kreis                                                  | MElsunGen                          | Hessen                 |
| MEI  | Landkreis Meißen                                                    | MEIßen                             | Sachsen                |
| MEK  | Erzgebirgskreis                                                     | Mittlerer ErzgebirgsKreis          | Sachsen                |
| MEL  | Landkreis Osnabrück                                                 | MELle                              | Niedersachsen          |
| MER  | Saalekreis                                                          | MERseburg                          | Sachsen-Anhalt         |
| MET  | Landkreis Rhön-Grabfeld                                             | MEllrichstadT                      | Bayern                 |
| MG   | Stadt Mönchengladbach                                               | MönchenGladbach                    | Nordrhein-Westfalen    |
| MGH  | Main-Tauber-Kreis                                                   | MerGentHeim                        | Baden-Württemberg      |
| MGN  | Landkreis Schmalkalden-Meiningen                                    | MeininGeN                          | Thüringen              |
| MH   | Stadt Mülheim an der Ruhr                                           | MülHeim                            | Nordrhein-Westfalen    |
| MHL  | Unstrut-Hainich-Kreis                                               | MüHLhausen                         | Thüringen              |
| MI   | Kreis Minden-Lübbecke                                               | MInden                             | Nordrhein-Westfalen    |
| MIL  | Landkreis Miltenberg                                                | MILtenberg                         | Bayern                 |
| MK   | Märkischer Kreis                                                    | Märkischer Kreis                   | Nordrhein-Westfalen    |
| MKK  | Main-Kinzig-Kreis ohne die Stadt Hanau                              | Main-Kinzig-Kreis                  | Hessen                 |
| ML   | Landkreis Mansfeld-Südharz                                          | Mansfelder Land                    | Sachsen-Anhalt         |
| MM   | Stadt Memmingen                                                     | MemMingen                          | Bayern                 |
| MN   | Landkreis Unterallgäu                                               | MiNdelheim                         | Bayern                 |
| MO   | Kreis Wesel                                                         | MOers                              | Nordrhein-Westfalen    |
| MOD  | Landkreis Ostallgäu                                                 | MarktOberDorf                      | Bayern                 |
| MOL  | Landkreis Märkisch-Oderland                                         | Märkisch-OderLand                  | Brandenburg            |
| MON  | Städteregion Aachen                                                 | MONschau                           | Nordrhein-Westfalen    |
| MON  | Kreis Düren                                                         | MONschau                           | Nordrhein-Westfalen    |
| MOS  | Neckar-Odenwald-Kreis                                               | MOSbach                            | Baden-Württemberg      |
| MQ   | Saalekreis                                                          | Merseburg, Querfurt                | Sachsen-Anhalt         |
| MR   | Landkreis Marburg-Biedenkopf                                        | MaRburg                            | Hessen                 |
| MS   | Stadt Münster                                                       | MünSter                            | Nordrhein-Westfalen    |
| MSE  | Landkreis Mecklenburgische Seenplatte ohne die Stadt Neubrandenburg | Mecklenburgische SEenplatte        | Mecklenburg-Vorpommern |
| MSH  | Landkreis Mansfeld-Südharz                                          | Mansfeld, SüdHarz                  | Sachsen-Anhalt         |
| MSP  | Landkreis Main-Spessart                                             | Main, SPessart                     | Bayern                 |
| MST  | Landkreis Mecklenburgische Seenplatte ohne die Stadt Neubrandenburg | Mecklenburg-STrelitz               | Mecklenburg-Vorpommern |
| MTK  | Main-Taunus-Kreis                                                   | Main-Taunus-Kreis                  | Hessen                 |
| MTL  | Landkreis Leipzig                                                   | MuldenTaL                          | Sachsen                |
| MUC  | Stadt München                                                       | MUenChen                           | Bayern                 |
| MÜ   | Landkreis Mühldorf am Inn                                           | MÜhldorf                           | Bayern                 |
| MÜB  | Landkreis Bayreuth                                                  | MÜnchBerg                          | Bayern                 |
| MÜB  | Landkreis Hof                                                       | MÜnchBerg                          | Bayern                 |
| MÜL  | Landkreis Breisgau-Hochschwarzwald                                  | MÜLlheim                           | Baden-Württemberg      |
| MÜR  | Landkreis Mecklenburgische Seenplatte ohne die Stadt Neubrandenburg | MÜRitz                             | Mecklenburg-Vorpommern |
| MVL  | Mecklenburg-Vorpommern, Landesregierung, Landtag und Polizei        | Mecklenburg-Vorpommerscher Landtag | Mecklenburg-Vorpommern |
| MW   | Landkreis Mittelsachsen                                             | MittWeida                          | Sachsen                |
| MY   | Landkreis Mayen-Koblenz                                             | MaYen                              | Rheinland-Pfalz        |
| MYK  | Landkreis Mayen-Koblenz                                             | MaYen, Koblenz                     | Rheinland-Pfalz        |
| MZ   | Stadt Mainz                                                         | MainZ                              | Rheinland-Pfalz        |
| MZ   | Landkreis Mainz-Bingen                                              | MainZ                              | Rheinland-Pfalz        |
| MZG  | Landkreis Merzig-Wadern                                             | MerZiG                             | Saarland               |

### N
| Abk. | Stadt/Landkreis                                                                             | abgeleitet von                | Bundesland             |
| ---- | ------------------------------------------------------------------------------------------- | ----------------------------- | ---------------------- |
| N    | Stadt Nürnberg                                                                              | Nürnberg                      | Bayern                 |
| N    | Landkreis Nürnberger Land                                                                   | Nürnberg                      | Bayern                 |
| NAB  | Landkreis Amberg-Sulzbach                                                                   | NABburg                       | Bayern                 |
| NAB  | Landkreis Schwandorf                                                                        | NABburg                       | Bayern                 |
| NAI  | Landkreis Hof                                                                               | NAIla                         | Bayern                 |
| NAU  | Landkreis Havelland                                                                         | NAUen                         | Brandenburg            |
| NB   | Stadt Neubrandenburg (große kreisangehörige Stadt im Landkreis Mecklenburgische Seenplatte) | NeuBrandenburg                | Mecklenburg-Vorpommern |
| ND   | Landkreis Neuburg-Schrobenhausen                                                            | Neuburg an der Donau          | Bayern                 |
| NDH  | Landkreis Nordhausen                                                                        | NorDHausen                    | Thüringen              |
| NE   | Rhein-Kreis Neuss                                                                           | NEuss                         | Nordrhein-Westfalen    |
| NEA  | Landkreis Neustadt an der Aisch-Bad Windsheim                                               | NEustadt an der Aisch         | Bayern                 |
| NEB  | Burgenlandkreis                                                                             | NEBra                         | Sachsen-Anhalt         |
| NEC  | Stadt Coburg und Landkreis Coburg (→ Zweckverband Zulassungsstelle Coburg)                  | NEustadt bei Coburg           | Bayern                 |
| NEN  | Landkreis Schwandorf                                                                        | NEuNburg                      | Bayern                 |
| NES  | Landkreis Rhön-Grabfeld                                                                     | NEustadt an der Saale         | Bayern                 |
| NEU  | Landkreis Breisgau-Hochschwarzwald                                                          | NEUstadt                      | Baden-Württemberg      |
| NEW  | Landkreis Neustadt an der Waldnaab                                                          | NEustadt an der Waldnaab      | Bayern                 |
| NF   | Kreis Nordfriesland                                                                         | NordFriesland                 | Schleswig-Holstein     |
| NH   | Landkreis Sonneberg                                                                         | NeuHaus                       | Thüringen              |
| NI   | Landkreis Nienburg/Weser                                                                    | NIenburg                      | Niedersachsen          |
| NK   | Landkreis Neunkirchen                                                                       | NeunKirchen                   | Saarland               |
| NL   | Niedersachsen, Landesregierung und Landtag                                                  | Niedersächsischer Landtag     | Niedersachsen          |
| NM   | Landkreis Neumarkt in der Oberpfalz                                                         | NeuMarkt                      | Bayern                 |
| NMB  | Burgenlandkreis                                                                             | NauMBurg                      | Sachsen-Anhalt         |
| NMS  | Stadt Neumünster                                                                            | NeuMünSter                    | Schleswig-Holstein     |
| NÖ   | Landkreis Donau-Ries                                                                        | NÖrdlingen                    | Bayern                 |
| NOH  | Landkreis Grafschaft Bentheim                                                               | NOrdHorn                      | Niedersachsen          |
| NOL  | Landkreis Görlitz                                                                           | Niederschlesische OberLausitz | Sachsen                |
| NOM  | Landkreis Northeim                                                                          | NOrtheiM                      | Niedersachsen          |
| NOR  | Landkreis Aurich                                                                            | NORden                        | Niedersachsen          |
| NP   | Landkreis Ostprignitz-Ruppin                                                                | NeurupPin                     | Brandenburg            |
| NR   | Landkreis Neuwied                                                                           | Neuwied am Rhein              | Rheinland-Pfalz        |
| NRW  | Nordrhein-Westfalen, Landesregierung, Landtag und Polizei                                   | NordRhein-Westfalen           | Nordrhein-Westfalen    |
| NT   | Landkreis Esslingen                                                                         | NürTingen                     | Baden-Württemberg      |
| NU   | Landkreis Neu-Ulm                                                                           | Neu-Ulm                       | Bayern                 |
| NVP  | Landkreis Vorpommern-Rügen ohne die Stadt Stralsund                                         | NordVorPommern                | Mecklenburg-Vorpommern |
| NW   | Stadt Neustadt an der Weinstraße                                                            | Neustadt an der Weinstraße    | Rheinland-Pfalz        |
| NWM  | Landkreis Nordwestmecklenburg ohne die Stadt Wismar                                         | NordWestMecklenburg           | Mecklenburg-Vorpommern |
| NY   | Landkreis Görlitz                                                                           | NieskY                        | Sachsen                |
| NZ   | Landkreis Mecklenburgische Seenplatte ohne die Stadt Neubrandenburg                         | NeustrelitZ                   | Mecklenburg-Vorpommern |

### O
| Abk. | Stadt/Landkreis                                 | abgeleitet von         | Bundesland          |
| ---- | ----------------------------------------------- | ---------------------- | ------------------- |
| OA   | Landkreis Oberallgäu                            | OberAllgäu             | Bayern              |
| OAL  | Landkreis Ostallgäu                             | OstALlgäu              | Bayern              |
| OB   | Stadt Oberhausen                                | OBerhausen             | Nordrhein-Westfalen |
| OBB  | Landkreis Miltenberg                            | OBernBurg              | Bayern              |
| OBG  | Landkreis Stendal                               | OsterBurG              | Sachsen-Anhalt      |
| OC   | Landkreis Börde                                 | OsChersleben           | Sachsen-Anhalt      |
| OCH  | Landkreis Würzburg                              | OCHsenfurt             | Bayern              |
| OD   | Kreis Stormarn                                  | OlDesloe               | Schleswig-Holstein  |
| OE   | Kreis Olpe                                      | OlpE                   | Nordrhein-Westfalen |
| OF   | Landkreis Offenbach und Stadt Offenbach am Main | OFfenbach              | Hessen              |
| OG   | Ortenaukreis                                    | OffenburG              | Baden-Württemberg   |
| OH   | Kreis Ostholstein                               | OstHolstein            | Schleswig-Holstein  |
| OHA  | Landkreis Göttingen ohne die Stadt Göttingen    | Osterode am HArz       | Niedersachsen       |
| ÖHR  | Hohenlohekreis                                  | ÖHRingen               | Baden-Württemberg   |
| OHV  | Landkreis Oberhavel                             | OberHaVel              | Brandenburg         |
| OHZ  | Landkreis Osterholz                             | OsterHolZ              | Niedersachsen       |
| OK   | Landkreis Börde                                 | OhreKreis              | Sachsen-Anhalt      |
| OL   | Stadt Oldenburg                                 | OLdenburg              | Niedersachsen       |
| OL   | Landkreis Oldenburg                             | OLdenburg              | Niedersachsen       |
| OP   | Stadt Leverkusen                                | OPladen                | Nordrhein-Westfalen |
| OPR  | Landkreis Ostprignitz-Ruppin                    | OstPrignitz, Ruppin    | Brandenburg         |
| OS   | Stadt Osnabrück                                 | OSnabrück              | Niedersachsen       |
| OS   | Landkreis Osnabrück                             | OSnabrück              | Niedersachsen       |
| OSL  | Landkreis Oberspreewald-Lausitz                 | OberSpreewald, Lausitz | Brandenburg         |
| OTW  | Landkreis Neunkirchen                           | OTtWeiler              | Saarland            |
| OVI  | Landkreis Schwandorf                            | OberVIechtach          | Bayern              |
| OVL  | Vogtlandkreis                                   | OberVogtLand           | Sachsen             |
| OZ   | Landkreis Nordsachsen                           | OschatZ                | Sachsen             |

### P
| Abk. | Stadt/Landkreis                                           | abgeleitet von      | Bundesland             |
| ---- | --------------------------------------------------------- | ------------------- | ---------------------- |
| P    | Stadt Potsdam                                             | Potsdam             | Brandenburg            |
| PA   | Stadt Passau                                              | PAssau              | Bayern                 |
| PA   | Landkreis Passau                                          | PAssau              | Bayern                 |
| PAF  | Landkreis Pfaffenhofen an der Ilm                         | PfAFfenhofen        | Bayern                 |
| PAN  | Landkreis Rottal-Inn                                      | PfArrkircheN        | Bayern                 |
| PAR  | Landkreis Kelheim                                         | PARsberg            | Bayern                 |
| PAR  | Landkreis Neumarkt in der Oberpfalz                       | PARsberg            | Bayern                 |
| PB   | Kreis Paderborn                                           | PaderBorn           | Nordrhein-Westfalen    |
| PCH  | Landkreis Ludwigslust-Parchim                             | ParCHim             | Mecklenburg-Vorpommern |
| PE   | Landkreis Peine                                           | PEine               | Niedersachsen          |
| PEG  | Landkreis Bayreuth                                        | PEGnitz             | Bayern                 |
| PEG  | Landkreis Forchheim                                       | PEGnitz             | Bayern                 |
| PEG  | Landkreis Nürnberger Land                                 | PEGnitz             | Bayern                 |
| PF   | Stadt Pforzheim                                           | PForzheim           | Baden-Württemberg      |
| PF   | Enzkreis                                                  | PForzheim           | Baden-Württemberg      |
| PI   | Kreis Pinneberg                                           | PInneberg           | Schleswig-Holstein     |
| PIR  | Landkreis Sächsische Schweiz-Osterzgebirge                | PIRna               | Sachsen                |
| PL   | Vogtlandkreis                                             | PLauen              | Sachsen                |
| PLÖ  | Kreis Plön                                                | PLÖn                | Schleswig-Holstein     |
| PM   | Landkreis Potsdam-Mittelmark                              | Potsdam, Mittelmark | Brandenburg            |
| PN   | Saale-Orla-Kreis                                          | PößNeck             | Thüringen              |
| PR   | Landkreis Prignitz                                        | PRignitz            | Brandenburg            |
| PRÜ  | Eifelkreis Bitburg-Prüm                                   | PRÜm                | Rheinland-Pfalz        |
| PS   | Stadt Pirmasens                                           | PirmaSens           | Rheinland-Pfalz        |
| PS   | Landkreis Südwestpfalz                                    | PirmaSens           | Rheinland-Pfalz        |
| PW   | Landkreis Vorpommern-Greifswald ohne die Stadt Greifswald | PaseWalk            | Mecklenburg-Vorpommern |
| PZ   | Landkreis Uckermark                                       | PrenZlau            | Brandenburg            |

### Q
| Abk. | Stadt/Landkreis | abgeleitet von | Bundesland     |
| ---- | --------------- | -------------- | -------------- |
| QFT  | Saalekreis      | QuerFurT       | Sachsen-Anhalt |
| QLB  | Landkreis Harz  | QuedLinBurg    | Sachsen-Anhalt |

### R
| Abk. | Stadt/Landkreis                                                     | abgeleitet von                | Bundesland             |
| ---- | ------------------------------------------------------------------- | ----------------------------- | ---------------------- |
| R    | Stadt Regensburg                                                    | Regensburg                    | Bayern                 |
| R    | Landkreis Regensburg                                                | Regensburg                    | Bayern                 |
| RA   | Landkreis Rastatt                                                   | RAstatt                       | Baden-Württemberg      |
| RC   | Vogtlandkreis                                                       | ReiChenbach                   | Sachsen                |
| RD   | Kreis Rendsburg-Eckernförde                                         | RenDsburg                     | Schleswig-Holstein     |
| RDG  | Landkreis Vorpommern-Rügen ohne die Stadt Stralsund                 | Ribnitz-DamGarten             | Mecklenburg-Vorpommern |
| RE   | Kreis Recklinghausen                                                | REcklinghausen                | Nordrhein-Westfalen    |
| REG  | Landkreis Regen                                                     | REGen                         | Bayern                 |
| REH  | Landkreis Hof                                                       | REHau                         | Bayern                 |
| REH  | Landkreis Wunsiedel im Fichtelgebirge                               | REHau                         | Bayern                 |
| REI  | Landkreis Berchtesgadener Land                                      | REIchenhall                   | Bayern                 |
| RG   | Landkreis Meißen                                                    | Riesa, Großenhain             | Sachsen                |
| RH   | Landkreis Roth                                                      | RotH                          | Bayern                 |
| RI   | Landkreis Schaumburg                                                | RInteln                       | Niedersachsen          |
| RID  | Landkreis Kelheim                                                   | RIeDenburg                    | Bayern                 |
| RIE  | Landkreis Meißen                                                    | RIEsa                         | Sachsen                |
| RL   | Landkreis Mittelsachsen                                             | RochLitz                      | Sachsen                |
| RM   | Landkreis Mecklenburgische Seenplatte ohne die Stadt Neubrandenburg | Röbel/Müritz                  | Mecklenburg-Vorpommern |
| RN   | Landkreis Havelland                                                 | RatheNow                      | Brandenburg            |
| RO   | Stadt Rosenheim                                                     | ROsenheim                     | Bayern                 |
| RO   | Landkreis Rosenheim                                                 | ROsenheim                     | Bayern                 |
| ROD  | Landkreis Cham                                                      | RODing                        | Bayern                 |
| ROD  | Landkreis Schwandorf                                                | RODing                        | Bayern                 |
| ROF  | Landkreis Hersfeld-Rotenburg                                        | ROtenburg an der Fulda        | Hessen                 |
| ROK  | Donnersbergkreis                                                    | ROcKenhausen                  | Rheinland-Pfalz        |
| ROL  | Landkreis Kelheim                                                   | ROttenburg an der Laaber      | Bayern                 |
| ROL  | Landkreis Landshut                                                  | ROttenburg an der Laaber      | Bayern                 |
| ROS  | Landkreis Rostock                                                   | ROStock                       | Mecklenburg-Vorpommern |
| ROT  | Landkreis Ansbach                                                   | ROthenburg ob der Tauber      | Bayern                 |
| ROW  | Landkreis Rotenburg (Wümme)                                         | ROtenburg (Wümme)             | Niedersachsen          |
| RP   | Rhein-Pfalz-Kreis                                                   | Rhein-Pfalz                   | Rheinland-Pfalz        |
| RPL  | Rheinland-Pfalz, Landesregierung, Landtag und Polizei               | Rheinland-Pfälzischer Landtag | Rheinland-Pfalz        |
| RS   | Stadt Remscheid                                                     | RemScheid                     | Nordrhein-Westfalen    |
| RSL  | Stadt Dessau-Roßlau                                                 | RosSLau                       | Sachsen-Anhalt         |
| RT   | Landkreis Reutlingen                                                | ReuTlingen                    | Baden-Württemberg      |
| RU   | Landkreis Saalfeld-Rudolstadt                                       | RUdolstadt                    | Thüringen              |
| RÜD  | Rheingau-Taunus-Kreis                                               | RÜDesheim                     | Hessen                 |
| RÜG  | Landkreis Vorpommern-Rügen ohne die Stadt Stralsund                 | RÜGen                         | Mecklenburg-Vorpommern |
| RV   | Landkreis Ravensburg                                                | RaVensburg                    | Baden-Württemberg      |
| RW   | Landkreis Rottweil                                                  | RottWeil                      | Baden-Württemberg      |
| RZ   | Kreis Herzogtum Lauenburg                                           | RatZeburg                     | Schleswig-Holstein     |

### S
| Abk. | Stadt/Landkreis                                           | abgeleitet von         | Bundesland             |
| ---- | --------------------------------------------------------- | ---------------------- | ---------------------- |
| S    | Stadt Stuttgart                                           | Stuttgart              | Baden-Württemberg      |
| SAB  | Landkreis Trier-Saarburg                                  | SAarBurg               | Rheinland-Pfalz        |
| SAD  | Landkreis Schwandorf                                      | SchwAnDorf             | Bayern                 |
| SÄK  | Landkreis Waldshut                                        | SÄcKingen              | Baden-Württemberg      |
| SAL  | Saarland, Landesregierung, Landtag und Polizei            | SAarländischer Landtag | Saarland               |
| SAN  | Landkreis Hof                                             | StAdtsteiNach          | Bayern                 |
| SAN  | Landkreis Kronach                                         | StAdtsteiNach          | Bayern                 |
| SAN  | Landkreis Kulmbach                                        | StAdtsteiNach          | Bayern                 |
| SAW  | Altmarkkreis Salzwedel                                    | SAlzWedel              | Sachsen-Anhalt         |
| SB   | Regionalverband Saarbrücken ohne die Stadt Völklingen     | SaarBrücken            | Saarland               |
| SBG  | Landkreis Vorpommern-Greifswald ohne die Stadt Greifswald | StrasBurG              | Mecklenburg-Vorpommern |
| SBK  | Salzlandkreis                                             | SchöneBecK             | Sachsen-Anhalt         |
| SC   | Stadt Schwabach                                           | SChwabach              | Bayern                 |
| SCZ  | Saale-Orla-Kreis                                          | SChleiZ                | Thüringen              |
| SDH  | Kyffhäuserkreis                                           | SonDersHausen          | Thüringen              |
| SDL  | Landkreis Stendal                                         | StenDaL                | Sachsen-Anhalt         |
| SDT  | Landkreis Uckermark                                       | SchweDT                | Brandenburg            |
| SE   | Kreis Segeberg                                            | SEgeberg               | Schleswig-Holstein     |
| SEB  | Landkreis Sächsische Schweiz-Osterzgebirge                | SEBnitz                | Sachsen                |
| SEE  | Landkreis Märkisch-Oderland                               | SEElow                 | Brandenburg            |
| SEF  | Landkreis Neustadt an der Aisch-Bad Windsheim             | SchEinFeld             | Bayern                 |
| SEL  | Landkreis Wunsiedel im Fichtelgebirge                     | SELb                   | Bayern                 |
| SFB  | Landkreis Oberspreewald-Lausitz                           | SenFtenBerg            | Brandenburg            |
| SFT  | Salzlandkreis                                             | StaßFurT               | Sachsen-Anhalt         |
| SG   | Stadt Solingen                                            | SolinGen               | Nordrhein-Westfalen    |
| SGH  | Landkreis Mansfeld-Südharz                                | SanGerHausen           | Sachsen-Anhalt         |
| SH   | Schleswig-Holstein, Landesregierung, Landtag und Polizei  | Schleswig-Holstein     | Schleswig-Holstein     |
| SHA  | Landkreis Schwäbisch Hall                                 | Schwäbisch HAll        | Baden-Württemberg      |
| SHG  | Landkreis Schaumburg                                      | StadtHaGen             | Niedersachsen          |
| SHK  | Saale-Holzland-Kreis                                      | Saale-Holzland-Kreis   | Thüringen              |
| SHL  | Stadt Suhl                                                | SuHL                   | Thüringen              |
| SI   | Kreis Siegen-Wittgenstein                                 | SIegen                 | Nordrhein-Westfalen    |
| SIG  | Landkreis Sigmaringen                                     | SIGmaringen            | Baden-Württemberg      |
| SIM  | Rhein-Hunsrück-Kreis                                      | SIMmern                | Rheinland-Pfalz        |
| SK   | Saalekreis                                                | SaaleKreis             | Sachsen-Anhalt         |
| SL   | Kreis Schleswig-Flensburg                                 | SchLeswig              | Schleswig-Holstein     |
| SLE  | Kreis Düren                                               | SchLEiden              | Nordrhein-Westfalen    |
| SLE  | Kreis Euskirchen                                          | SchLEiden              | Nordrhein-Westfalen    |
| SLF  | Landkreis Saalfeld-Rudolstadt                             | SaaLFeld               | Thüringen              |
| SLG  | Landkreis Ravensburg                                      | SauLGau                | Baden-Württemberg      |
| SLG  | Landkreis Sigmaringen                                     | SauLGau                | Baden-Württemberg      |
| SLK  | Salzlandkreis                                             | SalzLandKreis          | Sachsen-Anhalt         |
| SLN  | Landkreis Altenburger Land                                | SchmölLN               | Thüringen              |
| SLS  | Landkreis Saarlouis                                       | SaarLouiS              | Saarland               |
| SLÜ  | Main-Kinzig-Kreis ohne die Stadt Hanau                    | SchLÜchtern            | Hessen                 |
| SLZ  | Wartburgkreis                                             | SaLZungen              | Thüringen              |
| SM   | Landkreis Schmalkalden-Meiningen                          | SchMalkalden           | Thüringen              |
| SMÜ  | Landkreis Augsburg                                        | SchwabMÜnchen          | Bayern                 |
| SN   | Stadt Schwerin                                            | SchweriN               | Mecklenburg-Vorpommern |
| SO   | Kreis Soest                                               | SOest                  | Nordrhein-Westfalen    |
| SOB  | Landkreis Neuburg-Schrobenhausen                          | SchrOBenhausen         | Bayern                 |
| SOG  | Landkreis Weilheim-Schongau                               | SchOnGau               | Bayern                 |
| SOK  | Saale-Orla-Kreis                                          | Saale-Orla-Kreis       | Thüringen              |
| SÖM  | Landkreis Sömmerda                                        | SÖMmerda               | Thüringen              |
| SON  | Landkreis Sonneberg                                       | SONneberg              | Thüringen              |
| SP   | Stadt Speyer                                              | SPeyer                 | Rheinland-Pfalz        |
| SPB  | Landkreis Spree-Neiße                                     | SPremBerg              | Brandenburg            |
| SPN  | Landkreis Spree-Neiße                                     | SPree, Neiße           | Brandenburg            |
| SR   | Landkreis Straubing-Bogen                                 | StRaubing              | Bayern                 |
| SR   | Stadt Straubing                                           | StRaubing              | Bayern                 |
| SRB  | Landkreis Märkisch-Oderland                               | StRausBerg             | Brandenburg            |
| SRO  | Saale-Holzland-Kreis                                      | StadtROda              | Thüringen              |
| ST   | Kreis Steinfurt                                           | STeinfurt              | Nordrhein-Westfalen    |
| STA  | Landkreis Starnberg                                       | STArnberg              | Bayern                 |
| STB  | Landkreis Ludwigslust-Parchim                             | STernBerg              | Mecklenburg-Vorpommern |
| STD  | Landkreis Stade                                           | STaDe                  | Niedersachsen          |
| STE  | Landkreis Lichtenfels                                     | STaffelstEin           | Bayern                 |
| STL  | Erzgebirgskreis                                           | STolLberg              | Sachsen                |
| STO  | Landkreis Konstanz                                        | STOckach               | Baden-Württemberg      |
| STO  | Landkreis Sigmaringen                                     | STOckach               | Baden-Württemberg      |
| SU   | Rhein-Sieg-Kreis                                          | SiegbUrg               | Nordrhein-Westfalen    |
| SUL  | Landkreis Amberg-Sulzbach                                 | SULzbach-Rosenberg     | Bayern                 |
| SÜW  | Landkreis Südliche Weinstraße                             | SÜdliche Weinstraße    | Rheinland-Pfalz        |
| SW   | Stadt Schweinfurt                                         | SchWeinfurt            | Bayern                 |
| SW   | Landkreis Schweinfurt                                     | SchWeinfurt            | Bayern                 |
| SWA  | Rheingau-Taunus-Kreis                                     | SchWAlbach             | Hessen                 |
| SY   | Landkreis Diepholz                                        | SYke                   | Niedersachsen          |
| SZ   | Stadt Salzgitter                                          | SalZgitter             | Niedersachsen          |
| SZB  | Erzgebirgskreis                                           | SchwarZenBerg          | Sachsen                |

### T
| Abk. | Stadt/Landkreis                          | abgeleitet von             | Bundesland             |
| ---- | ---------------------------------------- | -------------------------- | ---------------------- |
| TBB  | Main-Tauber-Kreis                        | TauBerBischofsheim         | Baden-Württemberg      |
| TDO  | Landkreis Nordsachsen                    | Torgau, Delitzsch, Oschatz | Sachsen                |
| TE   | Kreis Steinfurt                          | TEcklenburg                | Nordrhein-Westfalen    |
| TET  | Landkreis Rostock                        | TETerow                    | Mecklenburg-Vorpommern |
| TF   | Landkreis Teltow-Fläming                 | Teltow, Fläming            | Brandenburg            |
| TG   | Landkreis Nordsachsen                    | TorGau                     | Sachsen                |
| THL  | Thüringen, Landesregierung und Landtag   | THüringer Landtag          | Thüringen              |
| THW  | Bundesanstalt Technisches Hilfswerk      | Technisches HilfsWerk      | bundesweit             |
| TIR  | Landkreis Tirschenreuth                  | TIRschenreuth              | Bayern                 |
| TO   | Landkreis Nordsachsen                    | Torgau, Oschatz            | Sachsen                |
| TÖL  | Landkreis Bad Tölz-Wolfratshausen        | TÖLz                       | Bayern                 |
| TP   | Landkreis Uckermark                      | TemPlin                    | Brandenburg            |
| TR   | Landkreis Trier-Saarburg und Stadt Trier | TRier                      | Rheinland-Pfalz        |
| TS   | Landkreis Traunstein                     | TraunStein                 | Bayern                 |
| TT   | Bodenseekreis                            | TeTtnang                   | Baden-Württemberg      |
| TÜ   | Landkreis Tübingen                       | TÜbingen                   | Baden-Württemberg      |
| TUT  | Landkreis Tuttlingen                     | TUTtlingen                 | Baden-Württemberg      |

### U
| Abk. | Stadt/Landkreis                               | abgeleitet von   | Bundesland             |
| ---- | --------------------------------------------- | ---------------- | ---------------------- |
| ÜB   | Bodenseekreis                                 | ÜBerlingen       | Baden-Württemberg      |
| ÜB   | Landkreis Ravensburg                          | ÜBerlingen       | Baden-Württemberg      |
| ÜB   | Landkreis Sigmaringen                         | ÜBerlingen       | Baden-Württemberg      |
| UE   | Landkreis Uelzen                              | UElzen           | Niedersachsen          |
| UEM  | ehemaliger Kreis Ueckermünde                  | UEckerMünde      | Mecklenburg-Vorpommern |
| UFF  | Landkreis Neustadt an der Aisch-Bad Windsheim | UFFenheim        | Bayern                 |
| UH   | Unstrut-Hainich-Kreis                         | Unstrut, Hainich | Thüringen              |
| UL   | Stadt Ulm                                     | ULm              | Baden-Württemberg      |
| UL   | Alb-Donau-Kreis                               | ULm              | Baden-Württemberg      |
| UM   | Landkreis Uckermark                           | UckerMark        | Brandenburg            |
| UN   | Kreis Unna                                    | UNna             | Nordrhein-Westfalen    |
| USI  | Hochtaunuskreis                               | USIngen          | Hessen                 |

### V
| Abk. | Stadt/Landkreis                                               | abgeleitet von         | Bundesland             |
| ---- | ------------------------------------------------------------- | ---------------------- | ---------------------- |
| V    | Vogtlandkreis                                                 | Vogtland               | Sachsen                |
| VAI  | Landkreis Ludwigsburg                                         | VAIhingen              | Baden-Württemberg      |
| VB   | Vogelsbergkreis                                               | VogelsBerg             | Hessen                 |
| VEC  | Landkreis Vechta                                              | VEChta                 | Niedersachsen          |
| VER  | Landkreis Verden                                              | VERden                 | Niedersachsen          |
| VG   | Landkreis Vorpommern-Greifswald                               | Vorpommern-Greifswald  | Mecklenburg-Vorpommern |
| VIB  | Landkreis Landshut                                            | VIlsBiburg             | Bayern                 |
| VIB  | Landkreis Mühldorf a.Inn                                      | VIlsBiburg             | Bayern                 |
| VIB  | Landkreis Rottal-Inn                                          | VIlsBiburg             | Bayern                 |
| VIE  | Kreis Viersen                                                 | VIErsen                | Nordrhein-Westfalen    |
| VIT  | Landkreis Regen                                               | VIechTach              | Bayern                 |
| VK   | Stadt Völklingen (Mittelstadt im Regionalverband Saarbrücken) | VölKlingen             | Saarland               |
| VOH  | Landkreis Neustadt an der Waldnaab                            | VOHenstrauß            | Bayern                 |
| VR   | Landkreis Vorpommern-Rügen                                    | Vorpommern-Rügen       | Mecklenburg-Vorpommern |
| VS   | Schwarzwald-Baar-Kreis                                        | Villingen-Schwenningen | Baden-Württemberg      |

### W
| Abk. | Stadt/Landkreis                       | abgeleitet von                           | Bundesland             |
| ---- | ------------------------------------- | ---------------------------------------- | ---------------------- |
| W    | Stadt Wuppertal                       | Wuppertal                                | Nordrhein-Westfalen    |
| WA   | Landkreis Waldeck-Frankenberg         | WAldeck                                  | Hessen                 |
| WAF  | Kreis Warendorf                       | WArendorF                                | Nordrhein-Westfalen    |
| WAK  | Wartburgkreis                         | WArtburgKreis                            | Thüringen              |
| WAN  | Stadt Herne                           | WANne                                    | Nordrhein-Westfalen    |
| WAR  | Kreis Höxter                          | WARburg                                  | Nordrhein-Westfalen    |
| WAT  | Stadt Bochum                          | WATtenscheid                             | Nordrhein-Westfalen    |
| WB   | Landkreis Wittenberg                  | WittenBerg                               | Sachsen-Anhalt         |
| WBS  | Landkreis Eichsfeld                   | WorBiS                                   | Thüringen              |
| WDA  | Landkreis Zwickau                     | WerDAu                                   | Sachsen                |
| WE   | Stadt Weimar                          | WEimar                                   | Thüringen              |
| WEL  | Landkreis Limburg-Weilburg            | WEiLburg                                 | Hessen                 |
| WEN  | Stadt Weiden in der Oberpfalz         | WEideN                                   | Bayern                 |
| WER  | Landkreis Augsburg                    | WERtingen                                | Bayern                 |
| WER  | Landkreis Dillingen an der Donau      | WERtingen                                | Bayern                 |
| WES  | Kreis Wesel                           | WESel                                    | Nordrhein-Westfalen    |
| WF   | Landkreis Wolfenbüttel                | WolFenbüttel                             | Niedersachsen          |
| WG   | Landkreis Ravensburg                  | WanGen                                   | Baden-Württemberg      |
| WHV  | Stadt Wilhelmshaven                   | WilhelmsHaVen                            | Niedersachsen          |
| WI   | Stadt Wiesbaden                       | WIesbaden                                | Hessen                 |
| WIL  | Landkreis Bernkastel-Wittlich         | WIttLich                                 | Rheinland-Pfalz        |
| WIS  | ehemaliger Kreis Wismar               | WISmar                                   | Mecklenburg-Vorpommern |
| WIT  | Ennepe-Ruhr-Kreis                     | WITten                                   | Nordrhein-Westfalen    |
| WIZ  | Werra-Meißner-Kreis                   | WItZenhausen                             | Hessen                 |
| WK   | Landkreis Ostprignitz-Ruppin          | WittstocK                                | Brandenburg            |
| WL   | Landkreis Harburg                     | Winsen (Luhe)                            | Niedersachsen          |
| WLG  | ehemaliger Kreis Wolgast              | WoLGast                                  | Mecklenburg-Vorpommern |
| WM   | Landkreis Weilheim-Schongau           | WeilheiM                                 | Bayern                 |
| WMS  | Landkreis Börde                       | WolMirStedt                              | Sachsen-Anhalt         |
| WN   | Rems-Murr-Kreis                       | WaiblingeN                               | Baden-Württemberg      |
| WND  | Landkreis St. Wendel                  | WeNDel                                   | Saarland               |
| WO   | Stadt Worms                           | WOrms                                    | Rheinland-Pfalz        |
| WOB  | Stadt Wolfsburg                       | WOlfsBurg                                | Niedersachsen          |
| WOH  | Landkreis Kassel                      | WOlfHagen                                | Hessen                 |
| WOL  | Landkreis Freudenstadt                | WOLfach                                  | Baden-Württemberg      |
| WOL  | Ortenaukreis                          | WOLfach                                  | Baden-Württemberg      |
| WOR  | Landkreis Bad Tölz-Wolfratshausen     | WOlfRatshausen                           | Bayern                 |
| WOR  | Landkreis München                     | WOlfRatshausen                           | Bayern                 |
| WOR  | Landkreis Starnberg                   | WOlfRatshausen                           | Bayern                 |
| WOS  | Landkreis Freyung-Grafenau            | WOlfStein                                | Bayern                 |
| WR   | Landkreis Harz                        | WernigeRode                              | Sachsen-Anhalt         |
| WRN  | ehemaliger Kreis Waren                | WaReN                                    | Mecklenburg-Vorpommern |
| WS   | Landkreis Mühldorf a.Inn              | WasSerburg                               | Bayern                 |
| WS   | Landkreis Rosenheim                   | WasSerburg                               | Bayern                 |
| WSF  | Burgenlandkreis                       | WeisSenFels                              | Sachsen-Anhalt         |
| WST  | Landkreis Ammerland                   | WesterSTede                              | Niedersachsen          |
| WSW  | Landkreis Görlitz                     | WeisSWasser                              | Sachsen                |
| WT   | Landkreis Waldshut                    | WaldshuT                                 | Baden-Württemberg      |
| WTL  | Landkreis Osnabrück                   | WitTLage                                 | Niedersachsen          |
| WTM  | Landkreis Wittmund                    | WitTMund                                 | Niedersachsen          |
| WÜ   | Stadt Würzburg                        | WÜrzburg                                 | Bayern                 |
| WÜ   | Landkreis Würzburg                    | WÜrzburg                                 | Bayern                 |
| WUG  | Landkreis Weißenburg-Gunzenhausen     | WeißenbUrG                               | Bayern                 |
| WÜM  | Landkreis Cham                        | WaldMÜnchen (mit einem Buchstabendreher) | Bayern                 |
| WUN  | Landkreis Wunsiedel im Fichtelgebirge | WUNsiedel                                | Bayern                 |
| WUR  | Landkreis Leipzig                     | WURzen                                   | Sachsen                |
| WW   | Westerwaldkreis                       | WesterWald                               | Rheinland-Pfalz        |
| WZ   | Lahn-Dill-Kreis                       | WetZlar                                  | Hessen                 |
| WZL  | Landkreis Börde                       | WanZLeben                                | Sachsen-Anhalt         |

### X
| Abk. | Stadt/Landkreis                      | abgeleitet von      | Bundesland |
| ---- | ------------------------------------ | ------------------- | ---------- |
| X    | Internationale Hauptquartiere (NATO) | willkürlich gewählt | bundesweit |

### Y
| Zahl | Institution                                   | abgeleitet von |
| ---- | --------------------------------------------- | --- |
| Y    | Bundeswehr                                    | „Y“ wurde genommen, da es bei Gründung der Bundeswehr noch frei war. „BW“ o. Ä. war bereits vergeben. (BW = Bundes-Wasserstraßen-Verwaltung) |
| Y    | Y-1 Kfz des Generalinspekteurs der Bundeswehr | Die Inspekteure der Teilstreitkräfte führen ebenfalls einstellige Kennzeichen                                                                |

### Z
| Abk. | Stadt/Landkreis             | abgeleitet von | Bundesland      |
| ---- | --------------------------- | -------------- | --------------- |
| Z    | Landkreis Zwickau           | Zwickau        | Sachsen         |
| ZE   | Landkreis Anhalt-Bitterfeld | ZErbst         | Sachsen-Anhalt  |
| ZEL  | Landkreis Cochem-Zell       | ZELl           | Rheinland-Pfalz |
| ZI   | Landkreis Görlitz           | ZIttau         | Sachsen         |
| ZIG  | Schwalm-Eder-Kreis          | ZIeGenhain     | Hessen          |
| ZP   | Erzgebirgskreis             | ZschoPau       | Sachsen         |
| ZR   | Landkreis Greiz             | ZeulenRoda     | Thüringen       |
| ZS   | Landkreis Teltow-Fläming    | ZoSsen         | Brandenburg     |
| ZW   | Stadt Zweibrücken           | ZWeibrücken    | Rheinland-Pfalz |
| ZW   | Landkreis Südwestpfalz      | ZWeibrücken    | Rheinland-Pfalz |
| ZZ   | Burgenlandkreis             | ZeitZ          | Sachsen-Anhalt  |

## Kennzeichenliberalisierung
Hier folgt eine Gesamtübersicht über alle ab dem 9. November 2012 im Rahmen der Kennzeichenliberalisierung wieder neu zugelassenen Unterscheidungszeichen.
Die Kennzeichnung erfolgt nach den Veröffentlichungen im Bundesanzeiger, dabei bedeutet 01...: erste Veröffentlichung, 02...: zweite Veröffentlichung usw. An der dritten Stelle steht eine je Veröffentlichung fortlaufende Nummer für das Bundesland, wie sie so auch im Bundesanzeiger steht. Ggf. steht dort auch eine 0. Die letzten beiden Ziffern sind fortlaufende Nummern.

### Veröffentlichungen im Bundesanzeiger
| Nr. | Bekanntmachung vom | Fundstelle            |
| --- | ------------------ | --------------------- |
| 01  | 17.12.2012         | BAnz AT 11.01.2013 B2 |
| 02  | 15.03.2013         | BAnz AT 02.04.2013 B8 |
| 03  | 01.08.2013         | BAnz AT 12.08.2013 B4 |
| 04  | 11.09.2013         | BAnz AT 24.09.2013 B2 |
| 05  | 22.11.2013         | BAnz AT 04.12.2013 B2 |
| 06  | 08.04.2014         | BAnz AT 17.04.2014 B5 |
| 07  | 05.05.2014         | BAnz AT 16.05.2014 B2 |
| 08  | 30.07.2014         | BAnz AT 13.08.2014 B2 |
| 09  | 13.11.2014         | BAnz AT 26.11.2014 B4 |
| 10  | 09.12.2014         | BAnz AT 17.12.2014 B7 |

| Nr. | Bekanntmachung vom | Fundstelle            |
| --- | ------------------ | --------------------- |
| 11  | 22.01.2015         | BAnz AT 02.02.2015 B3 |
| 12  | 09.02.2015         | BAnz AT 18.02.2015 B3 |
| 13  | 23.03.2015         | BAnz AT 01.04.2015 B6 |
| 14  | 11.05.2015         | BAnz AT 20.05.2015 B3 |
| 15  | 30.07.2015         | BAnz AT 10.08.2015 B2 |
| 16  | 23.10.2015         | BAnz AT 04.11.2015 B3 |
| 17  | 19.11.2015         | BAnz AT 30.11.2015 B4 |
| 18  | 04.04.2016         | BAnz AT 15.04.2016 B4 |
| 19  | 23.05.2016         | BAnz AT 03.06.2016 B7 |
| 20  | 22.09.2016         | BAnz AT 07.10.2016 B3 |

| Nr.  | Bekanntmachung vom | Fundstelle            |
| ---- | ------------------ | --------------------- |
| 21   | 13.10.2016         | BAnz AT 25.10.2016 B2 |
| 22   | 15.12.2016         | BAnz AT 27.12.2016 B5 |
| 23   | 07.02.2017         | BAnz AT 20.02.2017 B2 |
| 24   | 05.04.2017         | BAnz AT 19.04.2017 B5 |
| 25   | 15.11.2017         | BAnz AT 30.11.2017 B3 |
| 26   | 22.02.2018         | BAnz AT 12.03.2018 B3 |
| a26a | 27.03.2018         | BAnz AT 10.04.2018 B2 |
| 27   | 27.03.2018         | BAnz AT 10.04.2018 B3 |
| 28   | 01.11.2018         | BAnz AT 14.11.2018 B3 |
| 29   | 28.10.2019         | BAnz AT 14.11.2019 B4 |
| 30   | 05.11.2019         | BAnz AT 27.11.2019 B1 |

| Nr. | Bekanntmachung vom        | Fundstelle                 |
| --- | ------------------------- | -------------------------- |
| 31  | 09.12.2019                | BAnz AT 30.12.2019 B9      |
| 32  | 17.12.2020                | BAnz AT 20.01.2021 B4      |
| 33  | 08.02.2021                | BAnz AT 25.02.2021 B4      |
| 34  | 24.02.2021                | BAnz AT 19.11.2021 B5      |
| 35  | 19.07.2021                | BAnz AT 18.08.2021 B7      |
| 36  | 21.07.2021                | BAnz AT 18.08.2021 B8      |
| Bei | der Nr. 26a handelt es um | eine Korrektur der Nr. 26. |
| 37  | 01.11.2021                | BAnz AT 17.11.2021 B5      |
| 38  | 22.06.2023                | BAnz AT 22.06.2023 B3      |
| 39  | 20.09.2023                | BAnz AT 06.10.2023 B2      |
| 40  | 20.08.2024                | BAnz AT 20.08.2024 B1      |

| Nr. | Bekanntmachung vom | Fundstelle            |
| --- | ------------------ | --------------------- |
| 41  | 04.12.2024         | BAnz AT 20.12.2024 B6 |
| 42  | 16.12.2024         | BAnz AT 07.01.2025 B2 |
| 43  | 11.04.2025         | BAnz AT 29.04.2025 B7 |
| 44  | 11.06.2025         | BAnz AT 08.07.2025 B3 |
| 45  |                    |                       |
| 46  |                    |                       |
| 47  |                    |                       |
| 48  |                    |                       |
| 49  |                    |                       |
| 50  |                    |                       |

| Nr. | Bekanntmachung vom | Fundstelle |
| --- | ------------------ | ---------- |
| 51  |                    |            |
| 52  |                    |            |
| 53  |                    |            |
| 54  |                    |            |
| 55  |                    |            |
| 56  |                    |            |
| 57  |                    |            |
| 58  |                    |            |
| 59  |                    |            |
| 60  |                    |            |

### Genehmigungs- und Ausgabedatum
Das angegebene Datum bezieht sich auf das Datum der Genehmigung, nicht auf das Datum der Veröffentlichung im Bundesanzeiger.
Die Übersicht erfasst alle betroffenen Unterscheidungszeichen bis zur 43. Veröffentlichung im Bundesanzeiger. Zur Bedeutung der Abkürzung siehe die Liste aller Kfz-Kennzeichen der Bundesrepublik Deutschland.
| UZ  | Nr.   | Datum Genehm. | Datum Ausgabe | Verwaltungsbezirk                                                     | Bundesland             |
| --- | ----- | ------------- | ------------- | --------------------------------------------------------------------- | ---------------------- |
| AE  | 01101 | 07.11.2012    | 09.11.2012    | Vogtlandkreis                                                         | Sachsen                |
| AH  | 02101 | 22.01.2013    | 01.02.2013    | Kreis Borken                                                          | Nordrhein-Westfalen    |
| AIB | 03801 | 05.07.2013    | 10.07.2013    | Landkreis Rosenheim                                                   | Bayern                 |
| AIB | 03802 | 05.07.2013    | 10.07.2013    | Landkreis München                                                     | Bayern                 |
| ALF | 01201 | 07.11.2012    | 15.11.2012    | Landkreis Hildesheim                                                  | Niedersachsen          |
| ALZ | 03803 | 05.07.2013    | 11.07.2013    | Landkreis Aschaffenburg                                               | Bayern                 |
| ANA | 01102 | 07.11.2012    | 09.11.2012    | Erzgebirgskreis                                                       | Sachsen                |
| ANG | 06401 | 01.04.2014    | 03.04.2014    | Landkreis Uckermark                                                   | Brandenburg            |
| ANK | 02401 | 12.03.2013    | 14.03.2013    | Landkreis Vorpommern-Greifswald (ohne die Stadt Greifswald)           | Mecklenburg-Vorpommern |
| APD | 01601 | 23.11.2012    | 29.11.2012    | Landkreis Weimarer Land                                               | Thüringen              |
| ARN | 01602 | 23.11.2012    | 29.11.2012    | Ilm-Kreis                                                             | Thüringen              |
| ART | 01603 | 23.11.2012    | 29.11.2012    | Kyffhäuserkreis                                                       | Thüringen              |
| ASL | 01701 | 23.11.2012    | 27.11.2012    | Salzlandkreis                                                         | Sachsen-Anhalt         |
| ASZ | 01103 | 07.11.2012    | 09.11.2012    | Erzgebirgskreis                                                       | Sachsen                |
| AT  | 02402 | 12.03.2013    | 18.03.2013    | Landkreis Mecklenburgische Seenplatte (ohne die Stadt Neubrandenburg) | Mecklenburg-Vorpommern |
| AU  | 01104 | 07.11.2012    | 09.11.2012    | Erzgebirgskreis                                                       | Sachsen                |
| AZE | 01702 | 23.11.2012    | 27.11.2012    | Landkreis Anhalt-Bitterfeld                                           | Sachsen-Anhalt         |
| BBG | 01703 | 23.11.2012    | 27.11.2012    | Salzlandkreis                                                         | Sachsen-Anhalt         |
| BCH | 02201 | 18.02.2013    | 25.02.2013    | Neckar-Odenwald-Kreis                                                 | Baden-Württemberg      |
| BE  | 07101 | 10.04.2014    | 22.04.2014    | Kreis Warendorf                                                       | Nordrhein-Westfalen    |
| BED | 01105 | 07.11.2012    | 09.11.2012    | Landkreis Mittelsachsen                                               | Sachsen                |
| BER | 02501 | 12.03.2013    | 19.03.2013    | Landkreis Barnim                                                      | Brandenburg            |
| BF  | 03401 | 07.06.2013    | 03.07.2013    | Kreis Steinfurt                                                       | Nordrhein-Westfalen    |
| BGD | 20001 | 29.08.2016    | 15.09.2016    | Landkreis Berchtesgadener Land                                        | Bayern                 |
| BH  | 05001 | 22.11.2013    | 09.12.2013    | Landkreis Rastatt                                                     | Baden-Württemberg      |
| BH  | 13301 | 13.03.2015    | 30.03.2015    | Ortenaukreis                                                          | Baden-Württemberg      |
| BID | 01801 | 17.12.2012    | 02.01.2013    | Landkreis Marburg-Biedenkopf                                          | Hessen                 |
| BIN | 01401 | 09.11.2012    | 15.11.2012    | Landkreis Mainz-Bingen                                                | Rheinland-Pfalz        |
| BIW | 01106 | 07.11.2012    | 09.11.2012    | Landkreis Bautzen                                                     | Sachsen                |
| BK  | 04302 | 09.09.2013    | 02.12.2013    | Rems-Murr-Kreis                                                       | Baden-Württemberg      |
| BK  | 26301 | 21.02.2018    | 01.09.2018    | Landkreis Schwäbisch Hall                                             | Baden-Württemberg      |
| BKS | 01402 | 09.11.2012    | 26.11.2012    | Landkreis Bernkastel-Wittlich                                         | Rheinland-Pfalz        |
| BLB | 01501 | 12.11.2012    | 13.11.2012    | Kreis Siegen-Wittgenstein                                             | Nordrhein-Westfalen    |
| BNA | 01107 | 07.11.2012    | 09.11.2012    | Landkreis Leipzig                                                     | Sachsen                |
| BÖ  | 01704 | 23.11.2012    | 27.11.2012    | Landkreis Börde                                                       | Sachsen-Anhalt         |
| BOG | 27201 | 27.03.2018    | 02.07.2018    | Landkreis Straubing-Bogen                                             | Bayern                 |
| BOH | 02102 | 22.01.2013    | 01.02.2013    | Kreis Borken                                                          | Nordrhein-Westfalen    |
| BR  | 41001 | 04.12.2024    | 03.02.2025    | Landkreis Karlsruhe                                                   | Baden-Württemberg      |
| BRG | 01705 | 23.11.2012    | 27.11.2012    | Landkreis Jerichower Land                                             | Sachsen-Anhalt         |
| BRK | 03804 | 05.07.2013    | 10.07.2013    | Landkreis Bad Kissingen                                               | Bayern                 |
| BRL | 01202 | 07.11.2012    | 15.11.2012    | Landkreis Goslar                                                      | Niedersachsen          |
| BRV | 01203 | 07.11.2012    | 15.11.2012    | Landkreis Rotenburg (Wümme)                                           | Niedersachsen          |
| BSB | 27301 | 27.03.2018    | 11.06.2018    | Landkreis Osnabrück                                                   | Niedersachsen          |
| BSK | 24001 | 05.04.2017    | 01.09.2017    | Landkreis Oder-Spree                                                  | Brandenburg            |
| BTF | 01706 | 23.11.2012    | 27.11.2012    | Landkreis Anhalt-Bitterfeld                                           | Sachsen-Anhalt         |
| BÜD | 01802 | 17.12.2012    | 02.01.2013    | Wetteraukreis                                                         | Hessen                 |
| BUL | 03805 | 05.07.2013    | 10.07.2013    | Landkreis Schwandorf                                                  | Bayern                 |
| BUL | 03806 | 05.07.2013    | 12.07.2013    | Landkreis Amberg-Sulzbach                                             | Bayern                 |
| BÜR | 10101 | 17.11.2014    | 24.11.2014    | Kreis Paderborn                                                       | Nordrhein-Westfalen    |
| BÜZ | 02403 | 12.03.2013    | 18.03.2013    | Landkreis Rostock                                                     | Mecklenburg-Vorpommern |
| CA  | 02502 | 12.03.2013    | 15.03.2013    | Landkreis Oberspreewald-Lausitz                                       | Brandenburg            |
| CAS | 01502 | 12.11.2012    | 13.11.2012    | Kreis Recklinghausen                                                  | Nordrhein-Westfalen    |
| CLZ | 01204 | 07.11.2012    | 15.11.2012    | Landkreis Goslar                                                      | Niedersachsen          |
| CR  | 06301 | 25.03.2014    | 28.03.2014    | Landkreis Schwäbisch Hall                                             | Baden-Württemberg      |
| DBR | 02404 | 12.03.2013    | 18.03.2013    | Landkreis Rostock                                                     | Mecklenburg-Vorpommern |
| DI  | 01803 | 17.12.2012    | 02.01.2013    | Landkreis Darmstadt-Dieburg                                           | Hessen                 |
| DIL | 06201 | 18.03.2014    | 02.05.2014    | Lahn-Dill-Kreis (ohne die Stadt Wetzlar)                              | Hessen                 |
| DIL | 06201 | 18.03.2014    | 16.08.2021    | Lahn-Dill-Kreis                                                       | Hessen                 |
| DIN | 01503 | 12.11.2012    | 03.12.2012    | Kreis Wesel                                                           | Nordrhein-Westfalen    |
| DIZ | 03701 | 03.07.2013    | 08.07.2013    | Rhein-Lahn-Kreis                                                      | Rheinland-Pfalz        |
| DKB | 03807 | 05.07.2013    | 10.07.2013    | Landkreis Ansbach                                                     | Bayern                 |
| DL  | 01108 | 07.11.2012    | 09.11.2012    | Landkreis Mittelsachsen                                               | Sachsen                |
| DM  | 02405 | 12.03.2013    | 22.07.2013    | Landkreis Mecklenburgische Seenplatte (ohne die Stadt Neubrandenburg) | Mecklenburg-Vorpommern |
| DS  | 40001 | 20.08.2024    | 16.09.2024    | Schwarzwald-Baar-Kreis                                                | Baden-Württemberg      |
| DUD | 01205 | 07.11.2012    | 15.11.2012    | Landkreis Göttingen (ohne die Stadt Göttingen)                        | Niedersachsen          |
| DW  | 01109 | 07.11.2012    | 12.11.2012    | Landkreis Sächsische Schweiz-Osterzgebirge                            | Sachsen                |
| DZ  | 01110 | 07.11.2012    | 09.11.2012    | Landkreis Nordsachsen                                                 | Sachsen                |
| EA  | 34001 | 24.02.2021    | 01.07.2021    | Wartburgkreis                                                         | Thüringen              |
| EB  | 01111 | 07.11.2012    | 09.11.2012    | Landkreis Nordsachsen                                                 | Sachsen                |
| EBN | 06101 | 18.03.2014    | 01.04.2014    | Landkreis Haßberge                                                    | Bayern                 |
| EBS | 03808 | 05.07.2013    | 10.07.2013    | Landkreis Forchheim                                                   | Bayern                 |
| EBS | 03809 | 05.07.2013    | 10.07.2013    | Landkreis Bayreuth                                                    | Bayern                 |
| EBS | 03810 | 05.07.2013    | 10.07.2013    | Landkreis Kulmbach                                                    | Bayern                 |
| ECK | 01301 | 07.11.2012    | 15.11.2012    | Kreis Rendsburg-Eckernförde                                           | Schleswig-Holstein     |
| EG  | 03811 | 05.07.2013    | 10.07.2013    | Landkreis Rottal-Inn                                                  | Bayern                 |
| EH  | 24002 | 05.04.2017    | 01.09.2017    | Landkreis Oder-Spree                                                  | Brandenburg            |
| EIL | 01707 | 23.11.2012    | 27.11.2012    | Landkreis Mansfeld-Südharz                                            | Sachsen-Anhalt         |
| EIN | 01206 | 07.11.2012    | 15.11.2012    | Landkreis Northeim                                                    | Niedersachsen          |
| EIS | 01604 | 23.11.2012    | 29.11.2012    | Saale-Holzland-Kreis                                                  | Thüringen              |
| ERK | 04201 | 19.08.2013    | 02.09.2013    | Kreis Heinsberg                                                       | Nordrhein-Westfalen    |
| ESB | 03812 | 05.07.2013    | 10.07.2013    | Landkreis Neustadt a.d.Waldnaab                                       | Bayern                 |
| ESB | 03813 | 05.07.2013    | 12.07.2013    | Landkreis Amberg-Sulzbach                                             | Bayern                 |
| ESB | 03814 | 05.07.2013    | 10.07.2013    | Landkreis Bayreuth                                                    | Bayern                 |
| ESB | 03815 | 05.07.2013    | 15.07.2013    | Landkreis Nürnberger Land                                             | Bayern                 |
| EW  | 02503 | 12.03.2013    | 19.03.2013    | Landkreis Barnim                                                      | Brandenburg            |
| FDB | 03816 | 05.07.2013    | 11.07.2013    | Landkreis Aichach-Friedberg                                           | Bayern                 |
| FEU | 03817 | 05.07.2013    | 10.07.2013    | Landkreis Ansbach                                                     | Bayern                 |
| FI  | 02504 | 12.03.2013    | 02.04.2013    | Landkreis Elbe-Elster                                                 | Brandenburg            |
| FKB | 04101 | 06.08.2013    | 04.11.2013    | Landkreis Waldeck-Frankenberg                                         | Hessen                 |
| FLÖ | 01112 | 07.11.2012    | 09.11.2012    | Landkreis Mittelsachsen                                               | Sachsen                |
| FOR | 02505 | 12.03.2013    | 19.03.2013    | Landkreis Spree-Neiße                                                 | Brandenburg            |
| FRW | 02506 | 12.03.2013    | 18.03.2013    | Landkreis Märkisch-Oderland                                           | Brandenburg            |
| FTL | 01113 | 07.11.2012    | 12.11.2012    | Landkreis Sächsische Schweiz-Osterzgebirge                            | Sachsen                |
| FÜS | 03818 | 05.07.2013    | 10.07.2013    | Landkreis Ostallgäu                                                   | Bayern                 |
| FW  | 24003 | 05.04.2017    | 01.09.2017    | Landkreis Oder-Spree                                                  | Brandenburg            |
| FZ  | 13101 | 13.02.2015    | 16.03.2015    | Schwalm-Eder-Kreis                                                    | Hessen                 |
| GA  | 01708 | 23.11.2012    | 27.11.2012    | Altmarkkreis Salzwedel                                                | Sachsen-Anhalt         |
| GAN | 01207 | 07.11.2012    | 15.11.2012    | Landkreis Northeim                                                    | Niedersachsen          |
| GC  | 01114 | 07.11.2012    | 09.11.2012    | Landkreis Zwickau                                                     | Sachsen                |
| GD  | 02202 | 18.02.2013    | 25.02.2013    | Ostalbkreis                                                           | Baden-Württemberg      |
| GDB | 02406 | 12.03.2013    | 02.04.2013    | Landkreis Nordwestmecklenburg (ohne die Stadt Wismar)                 | Mecklenburg-Vorpommern |
| GEL | 07301 | 05.05.2014    | 10.06.2014    | Kreis Kleve                                                           | Nordrhein-Westfalen    |
| GEO | 03819 | 05.07.2013    | 10.07.2013    | Landkreis Schweinfurt                                                 | Bayern                 |
| GEO | 06103 | 18.03.2014    | 01.04.2014    | Landkreis Haßberge                                                    | Bayern                 |
| GHA | 01115 | 07.11.2012    | 09.11.2012    | Landkreis Leipzig                                                     | Sachsen                |
| GHC | 01709 | 23.11.2012    | 27.11.2012    | Landkreis Wittenberg                                                  | Sachsen-Anhalt         |
| GK  | 04202 | 19.08.2013    | 02.09.2013    | Kreis Heinsberg                                                       | Nordrhein-Westfalen    |
| GLA | 01504 | 12.11.2012    | 13.11.2012    | Kreis Recklinghausen                                                  | Nordrhein-Westfalen    |
| GMN | 02407 | 12.03.2013    | 15.03.2013    | Landkreis Vorpommern-Rügen (ohne die Stadt Stralsund)                 | Mecklenburg-Vorpommern |
| GN  | 01804 | 17.12.2012    | 02.01.2013    | Main-Kinzig-Kreis (ohne die Stadt Hanau)                              | Hessen                 |
| GNT | 01710 | 23.11.2012    | 27.11.2012    | Landkreis Jerichower Land                                             | Sachsen-Anhalt         |
| GOA | 01403 | 09.11.2012    | 15.11.2012    | Rhein-Hunsrück-Kreis                                                  | Rheinland-Pfalz        |
| GOH | 03702 | 03.07.2013    | 08.07.2013    | Rhein-Lahn-Kreis                                                      | Rheinland-Pfalz        |
| GRA | 03820 | 05.07.2013    | 10.07.2013    | Landkreis Freyung-Grafenau                                            | Bayern                 |
| GRH | 01116 | 07.11.2012    | 09.11.2012    | Landkreis Meißen                                                      | Sachsen                |
| GRI | 03821 | 05.07.2013    | 10.07.2013    | Landkreis Rottal-Inn                                                  | Bayern                 |
| GRM | 01117 | 07.11.2012    | 09.11.2012    | Landkreis Leipzig                                                     | Sachsen                |
| GÜ  | 02408 | 12.03.2013    | 18.03.2013    | Landkreis Rostock                                                     | Mecklenburg-Vorpommern |
| GUB | 02507 | 12.03.2013    | 19.03.2013    | Landkreis Spree-Neiße                                                 | Brandenburg            |
| GUN | 03822 | 05.07.2013    | 10.07.2013    | Landkreis Weißenburg-Gunzenhausen                                     | Bayern                 |
| GV  | 15201 | 08.07.2015    | 19.08.2015    | Rhein-Kreis Neuss                                                     | Nordrhein-Westfalen    |
| GVM | 02409 | 12.03.2013    | 02.04.2013    | Landkreis Nordwestmecklenburg (ohne die Stadt Wismar)                 | Mecklenburg-Vorpommern |
| GW  | 02410 | 12.03.2013    | 14.03.2013    | Landkreis Vorpommern-Greifswald (ohne die Stadt Greifswald)           | Mecklenburg-Vorpommern |
| HAB | 03823 | 05.07.2013    | 10.07.2013    | Landkreis Bad Kissingen                                               | Bayern                 |
| HBS | 01711 | 23.11.2012    | 27.11.2012    | Landkreis Harz                                                        | Sachsen-Anhalt         |
| HC  | 01118 | 07.11.2012    | 09.11.2012    | Landkreis Mittelsachsen                                               | Sachsen                |
| HCH | 02203 | 18.02.2013    | 25.02.2013    | Zollernalbkreis                                                       | Baden-Württemberg      |
| HCH | 26201 | 18.01.2018    | 19.02.2018    | Landkreis Freudenstadt                                                | Baden-Württemberg      |
| HDL | 01712 | 23.11.2012    | 27.11.2012    | Landkreis Börde                                                       | Sachsen-Anhalt         |
| HEB | 03824 | 05.07.2013    | 15.07.2013    | Landkreis Nürnberger Land                                             | Bayern                 |
| HET | 01713 | 23.11.2012    | 27.11.2012    | Landkreis Mansfeld-Südharz                                            | Sachsen-Anhalt         |
| HGN | 02411 | 12.03.2013    | 01.08.2013    | Landkreis Ludwigslust-Parchim                                         | Mecklenburg-Vorpommern |
| HHM | 01714 | 23.11.2012    | 27.11.2012    | Burgenlandkreis                                                       | Sachsen-Anhalt         |
| HIG | 01605 | 23.11.2012    | 29.11.2012    | Landkreis Eichsfeld                                                   | Thüringen              |
| HIP | 03825 | 05.07.2013    | 11.07.2013    | Landkreis Roth                                                        | Bayern                 |
| HMÜ | 01208 | 07.11.2012    | 15.11.2012    | Landkreis Göttingen (ohne die Stadt Göttingen)                        | Niedersachsen          |
| HOG | 01805 | 17.12.2012    | 02.01.2013    | Landkreis Kassel                                                      | Hessen                 |
| HOH | 06104 | 18.03.2014    | 01.04.2014    | Landkreis Haßberge                                                    | Bayern                 |
| HOR | 05002 | 22.11.2013    | 02.12.2013    | Landkreis Freudenstadt                                                | Baden-Württemberg      |
| HÖS | 10201 | 17.11.2014    | 02.02.2015    | Landkreis Erlangen-Höchstadt                                          | Bayern                 |
| HOT | 01119 | 07.11.2012    | 09.11.2012    | Landkreis Zwickau                                                     | Sachsen                |
| HU  | 19102 | 29.04.2016    | 15.06.2016    | Main-Kinzig-Kreis                                                     | Hessen                 |
| HV  | 01715 | 23.11.2012    | 27.11.2012    | Landkreis Stendal                                                     | Sachsen-Anhalt         |
| HY  | 01120 | 07.11.2012    | 09.11.2012    | Landkreis Bautzen                                                     | Sachsen                |
| IL  | 01606 | 23.11.2012    | 29.11.2012    | Ilm-Kreis                                                             | Thüringen              |
| ILL | 03826 | 05.07.2013    | 10.07.2013    | Landkreis Neu-Ulm                                                     | Bayern                 |
| JB  | 42001 | 16.12.2024    | 03.03.2025    | Landkreis Teltow-Fläming                                              | Brandenburg            |
| JE  | 01716 | 23.11.2012    | 27.11.2012    | Landkreis Wittenberg                                                  | Sachsen-Anhalt         |
| JÜL | 01505 | 12.11.2012    | 17.11.2012    | Kreis Düren                                                           | Nordrhein-Westfalen    |
| KEL | 06302 | 25.03.2014    | 31.03.2014    | Ortenaukreis                                                          | Baden-Württemberg      |
| KEM | 03827 | 05.07.2013    | 10.07.2013    | Landkreis Tirschenreuth                                               | Bayern                 |
| KEM | 03828 | 05.07.2013    | 10.07.2013    | Landkreis Bayreuth                                                    | Bayern                 |
| KK  | 11101 | 16.01.2015    | 02.03.2015    | Kreis Viersen                                                         | Nordrhein-Westfalen    |
| KLZ | 01717 | 23.11.2012    | 27.11.2012    | Altmarkkreis Salzwedel                                                | Sachsen-Anhalt         |
| KM  | 01121 | 07.11.2012    | 09.11.2012    | Landkreis Bautzen                                                     | Sachsen                |
| KÖN | 03829 | 05.07.2013    | 10.07.2013    | Landkreis Rhön-Grabfeld                                               | Bayern                 |
| KÖT | 01718 | 23.11.2012    | 27.11.2012    | Landkreis Anhalt-Bitterfeld                                           | Sachsen-Anhalt         |
| KÖZ | 03830 | 05.07.2013    | 10.07.2013    | Landkreis Cham                                                        | Bayern                 |
| KRU | 03831 | 05.07.2013    | 13.07.2013    | Landkreis Günzburg                                                    | Bayern                 |
| KW  | 13401 | 23.03.2015    | 02.07.2015    | Landkreis Dahme-Spreewald                                             | Brandenburg            |
| KY  | 02508 | 12.03.2013    | 18.03.2013    | Landkreis Ostprignitz-Ruppin                                          | Brandenburg            |
| LAN | 23001 | 07.02.2017    | 01.03.2017    | Landkreis Dingolfing-Landau                                           | Bayern                 |
| LBS | 01607 | 23.11.2012    | 29.11.2012    | Saale-Orla-Kreis                                                      | Thüringen              |
| LBZ | 02412 | 12.03.2013    | 01.08.2013    | Landkreis Ludwigslust-Parchim                                         | Mecklenburg-Vorpommern |
| LC  | 13402 | 23.03.2015    | 02.07.2015    | Landkreis Dahme-Spreewald                                             | Brandenburg            |
| LEO | 02204 | 18.02.2013    | 25.02.2013    | Landkreis Böblingen                                                   | Baden-Württemberg      |
| LF  | 20002 | 29.08.2016    | 15.09.2016    | Landkreis Berchtesgadener Land                                        | Bayern                 |
| LF  | 21001 | 13.10.2016    | 01.10.2016    | Landkreis Altötting                                                   | Bayern                 |
| LF  | 21003 | 13.10.2016    | 14.10.2016    | Landkreis Traunstein                                                  | Bayern                 |
| LH  | 07201 | 28.04.2014    | 16.05.2014    | Kreis Coesfeld                                                        | Nordrhein-Westfalen    |
| LH  | 16002 | 05.08.2015    | 01.09.2015    | Kreis Unna                                                            | Nordrhein-Westfalen    |
| LIB | 03201 | 27.05.2013    | 29.05.2013    | Landkreis Elbe-Elster                                                 | Brandenburg            |
| LK  | 43001 | 11.04.2025    | 10.05.2025    | Kreis Minden-Lübbecke                                                 | Nordrhein-Westfalen    |
| LN  | 13403 | 23.03.2015    | 02.07.2015    | Landkreis Dahme-Spreewald                                             | Brandenburg            |
| LÖB | 01122 | 07.11.2012    | 09.11.2012    | Landkreis Görlitz                                                     | Sachsen                |
| LP  | 01506 | 12.11.2012    | 03.12.2012    | Kreis Soest                                                           | Nordrhein-Westfalen    |
| LR  | 06303 | 25.03.2014    | 31.03.2014    | Ortenaukreis                                                          | Baden-Württemberg      |
| LUK | 42002 | 16.12.2024    | 03.03.2025    | Landkreis Teltow-Fläming                                              | Brandenburg            |
| LSZ | 01608 | 23.11.2012    | 29.11.2012    | Unstrut-Hainich-Kreis                                                 | Thüringen              |
| LÜN | 01507 | 12.11.2012    | 24.11.2012    | Kreis Unna                                                            | Nordrhein-Westfalen    |
| LWL | 02413 | 12.03.2013    | 01.08.2013    | Landkreis Ludwigslust-Parchim                                         | Mecklenburg-Vorpommern |
| MAB | 01123 | 07.11.2012    | 09.11.2012    | Erzgebirgskreis                                                       | Sachsen                |
| MAI | 03832 | 05.07.2013    | 10.07.2013    | Landkreis Kelheim                                                     | Bayern                 |
| MAI | 08202 | 28.04.2014    | 25.07.2014    | Landkreis Landshut                                                    | Bayern                 |
| MAK | 03833 | 05.07.2013    | 10.07.2013    | Landkreis Wunsiedel i.Fichtelgebirge                                  | Bayern                 |
| MAL | 08203 | 28.04.2014    | 25.07.2014    | Landkreis Landshut                                                    | Bayern                 |
| MAL | 27203 | 27.03.2018    | 02.07.2018    | Landkreis Straubing-Bogen                                             | Bayern                 |
| MC  | 02414 | 12.03.2013    | 18.03.2013    | Landkreis Mecklenburgische Seenplatte (ohne die Stadt Neubrandenburg) | Mecklenburg-Vorpommern |
| MED | 13201 | 25.02.2015    | 20.04.2015    | Kreis Dithmarschen                                                    | Schleswig-Holstein     |
| MEG | 13102 | 13.02.2015    | 16.03.2015    | Schwalm-Eder-Kreis                                                    | Hessen                 |
| MEK | 01124 | 07.11.2012    | 09.11.2012    | Erzgebirgskreis                                                       | Sachsen                |
| MEL | 27302 | 27.03.2018    | 11.06.2018    | Landkreis Osnabrück                                                   | Niedersachsen          |
| MER | 01719 | 23.11.2012    | 27.11.2012    | Saalekreis                                                            | Sachsen-Anhalt         |
| MET | 03834 | 05.07.2013    | 10.07.2013    | Landkreis Rhön-Grabfeld                                               | Bayern                 |
| MGH | 05003 | 22.11.2013    | 07.01.2014    | Main-Tauber-Kreis                                                     | Baden-Württemberg      |
| MGN | 01609 | 23.11.2012    | 29.11.2012    | Landkreis Schmalkalden-Meiningen                                      | Thüringen              |
| MHL | 01610 | 23.11.2012    | 29.11.2012    | Unstrut-Hainich-Kreis                                                 | Thüringen              |
| ML  | 01720 | 23.11.2012    | 27.11.2012    | Landkreis Mansfeld-Südharz                                            | Sachsen-Anhalt         |
| MO  | 01508 | 12.11.2012    | 03.12.2012    | Kreis Wesel                                                           | Nordrhein-Westfalen    |
| MOD | 03835 | 05.07.2013    | 10.07.2013    | Landkreis Ostallgäu                                                   | Bayern                 |
| MON | 03301 | 27.05.2013    | 02.07.2013    | Städteregion Aachen                                                   | Nordrhein-Westfalen    |
| MON | 15102 | 12.05.2015    | 15.07.2015    | Kreis Düren                                                           | Nordrhein-Westfalen    |
| MQ  | 01721 | 23.11.2012    | 27.11.2012    | Saalekreis                                                            | Sachsen-Anhalt         |
| MST | 02415 | 12.03.2013    | 22.07.2013    | Landkreis Mecklenburgische Seenplatte (ohne die Stadt Neubrandenburg) | Mecklenburg-Vorpommern |
| MTL | 01125 | 07.11.2012    | 09.11.2012    | Landkreis Leipzig                                                     | Sachsen                |
| MÜB | 03836 | 05.07.2013    | 10.07.2013    | Landkreis Bayreuth                                                    | Bayern                 |
| MÜB | 08205 | 28.04.2014    | 04.08.2014    | Landkreis Hof                                                         | Bayern                 |
| MÜL | 38002 | 05.06.2023    | 02.10.2023    | Landkreis Breisgau-Hochschwarzwald                                    | Baden-Württemberg      |
| MÜR | 02416 | 12.03.2013    | 22.07.2013    | Landkreis Mecklenburgische Seenplatte (ohne die Stadt Neubrandenburg) | Mecklenburg-Vorpommern |
| MW  | 01126 | 07.11.2012    | 09.11.2012    | Landkreis Mittelsachsen                                               | Sachsen                |
| MY  | 03101 | 24.04.2013    | 06.05.2013    | Landkreis Mayen-Koblenz                                               | Rheinland-Pfalz        |
| N   | 03837 | 05.07.2013    | 15.07.2013    | Landkreis Nürnberger Land                                             | Bayern                 |
| NAB | 03838 | 05.07.2013    | 12.07.2013    | Landkreis Amberg-Sulzbach                                             | Bayern                 |
| NAB | 03839 | 05.07.2013    | 10.07.2013    | Landkreis Schwandorf                                                  | Bayern                 |
| NAI | 08206 | 28.04.2014    | 04.08.2014    | Landkreis Hof                                                         | Bayern                 |
| NAU | 17001 | 19.11.2015    | 04.01.2016    | Landkreis Havelland                                                   | Brandenburg            |
| NEB | 01722 | 23.11.2012    | 27.11.2012    | Burgenlandkreis                                                       | Sachsen-Anhalt         |
| NEC | 03840 | 05.07.2013    | 10.07.2013    | Landkreis Coburg                                                      | Bayern                 |
| NEC | 18508 | 21.03.2016    | 01.12.2014    | Coburg                                                                | Bayern                 |
| NEN | 03841 | 05.07.2013    | 10.07.2013    | Landkreis Schwandorf                                                  | Bayern                 |
| NEU | 38001 | 05.06.2023    | 02.10.2023    | Landkreis Breisgau-Hochschwarzwald                                    | Baden-Württemberg      |
| NH  | 01611 | 23.11.2012    | 29.11.2012    | Landkreis Sonneberg                                                   | Thüringen              |
| NMB | 01723 | 23.11.2012    | 27.11.2012    | Burgenlandkreis                                                       | Sachsen-Anhalt         |
| NÖ  | 03842 | 05.07.2013    | 10.07.2013    | Landkreis Donau-Ries                                                  | Bayern                 |
| NOL | 01127 | 07.11.2012    | 09.11.2012    | Landkreis Görlitz                                                     | Sachsen                |
| NOR | 01209 | 07.11.2012    | 15.11.2012    | Landkreis Aurich                                                      | Niedersachsen          |
| NP  | 02509 | 12.03.2013    | 18.03.2013    | Landkreis Ostprignitz-Ruppin                                          | Brandenburg            |
| NT  | 09001 | 03.11.2014    | 10.11.2014    | Landkreis Esslingen                                                   | Baden-Württemberg      |
| NVP | 02417 | 12.03.2013    | 15.03.2013    | Landkreis Vorpommern-Rügen (ohne die Stadt Stralsund)                 | Mecklenburg-Vorpommern |
| NY  | 01128 | 07.11.2012    | 09.11.2012    | Landkreis Görlitz                                                     | Sachsen                |
| NZ  | 02418 | 12.03.2013    | 18.03.2013    | Landkreis Mecklenburgische Seenplatte (ohne die Stadt Neubrandenburg) | Mecklenburg-Vorpommern |
| OBB | 25001 | 15.11.2017    | 15.01.2018    | Landkreis Miltenberg                                                  | Bayern                 |
| OBG | 01724 | 23.11.2012    | 27.11.2012    | Landkreis Stendal                                                     | Sachsen-Anhalt         |
| OC  | 01725 | 23.11.2012    | 27.11.2012    | Landkreis Börde                                                       | Sachsen-Anhalt         |
| OCH | 03843 | 05.07.2013    | 10.07.2013    | Landkreis Würzburg                                                    | Bayern                 |
| OHA | 19201 | 17.05.2016    | 01.11.2016    | Landkreis Göttingen (ohne die Stadt Göttingen)                        | Niedersachsen          |
| ÖHR | 12001 | 09.02.2015    | 10.02.2015    | Hohenlohekreis                                                        | Baden-Württemberg      |
| OK  | 01726 | 23.11.2012    | 27.11.2012    | Landkreis Börde                                                       | Sachsen-Anhalt         |
| OP  | 14001 | 11.05.2015    | 03.08.2015    | Leverkusen                                                            | Nordrhein-Westfalen    |
| OTW | 36001 | 21.07.2021    | 18.10.2021    | Landkreis Neunkirchen                                                 | Saarland               |
| OVI | 03844 | 05.07.2013    | 10.07.2013    | Landkreis Schwandorf                                                  | Bayern                 |
| OVL | 01129 | 07.11.2012    | 09.11.2012    | Vogtlandkreis                                                         | Sachsen                |
| OVP | 02419 | 12.03.2013    | nein          | Landkreis Vorpommern-Greifswald (ohne die Stadt Greifswald)           | Mecklenburg-Vorpommern |
| OZ  | 01130 | 07.11.2012    | 09.11.2012    | Landkreis Nordsachsen                                                 | Sachsen                |
| PAR | 03845 | 05.07.2013    | 10.07.2013    | Landkreis Neumarkt i.d.OPf.                                           | Bayern                 |
| PAR | 03846 | 05.07.2013    | 10.07.2013    | Landkreis Kelheim                                                     | Bayern                 |
| PCH | 02420 | 12.03.2013    | 01.08.2013    | Landkreis Ludwigslust-Parchim                                         | Mecklenburg-Vorpommern |
| PEG | 03847 | 05.07.2013    | 10.07.2013    | Landkreis Bayreuth                                                    | Bayern                 |
| PEG | 03848 | 05.07.2013    | 10.07.2013    | Landkreis Forchheim                                                   | Bayern                 |
| PEG | 03849 | 05.07.2013    | 15.07.2013    | Landkreis Nürnberger Land                                             | Bayern                 |
| PL  | 01131 | 07.11.2012    | 09.11.2012    | Vogtlandkreis                                                         | Sachsen                |
| PN  | 01612 | 23.11.2012    | 29.11.2012    | Saale-Orla-Kreis                                                      | Thüringen              |
| PRÜ | 01404 | 09.11.2012    | 14.11.2012    | Eifelkreis Bitburg-Prüm                                               | Rheinland-Pfalz        |
| PW  | 02421 | 12.03.2013    | 14.03.2013    | Landkreis Vorpommern-Greifswald (ohne die Stadt Greifswald)           | Mecklenburg-Vorpommern |
| PZ  | 06402 | 01.04.2014    | 03.04.2014    | Landkreis Uckermark                                                   | Brandenburg            |
| QFT | 01727 | 23.11.2012    | 27.11.2012    | Saalekreis                                                            | Sachsen-Anhalt         |
| QLB | 01728 | 23.11.2012    | 27.11.2012    | Landkreis Harz                                                        | Sachsen-Anhalt         |
| RC  | 01132 | 07.11.2012    | 09.11.2012    | Vogtlandkreis                                                         | Sachsen                |
| RDG | 02422 | 12.03.2013    | 15.03.2013    | Landkreis Vorpommern-Rügen (ohne die Stadt Stralsund)                 | Mecklenburg-Vorpommern |
| REH | 03850 | 05.07.2013    | 10.07.2013    | Landkreis Wunsiedel i.Fichtelgebirge                                  | Bayern                 |
| REH | 08207 | 28.04.2014    | 04.08.2014    | Landkreis Hof                                                         | Bayern                 |
| REI | 20003 | 29.08.2016    | 15.09.2016    | Landkreis Berchtesgadener Land                                        | Bayern                 |
| RG  | 01133 | 07.11.2012    | 09.11.2012    | Landkreis Meißen                                                      | Sachsen                |
| RI  | 01210 | 07.11.2012    | 15.11.2012    | Landkreis Schaumburg                                                  | Niedersachsen          |
| RID | 03851 | 05.07.2013    | 10.07.2013    | Landkreis Kelheim                                                     | Bayern                 |
| RIE | 01134 | 07.11.2012    | 09.11.2012    | Landkreis Meißen                                                      | Sachsen                |
| RL  | 01135 | 07.11.2012    | 09.11.2012    | Landkreis Mittelsachsen                                               | Sachsen                |
| RM  | 02423 | 12.03.2013    | 18.03.2013    | Landkreis Mecklenburgische Seenplatte (ohne die Stadt Neubrandenburg) | Mecklenburg-Vorpommern |
| RN  | 17001 | 19.11.2015    | 04.01.2016    | Landkreis Havelland                                                   | Brandenburg            |
| ROD | 03852 | 05.07.2013    | 10.07.2013    | Landkreis Cham                                                        | Bayern                 |
| ROD | 03853 | 05.07.2013    | 10.07.2013    | Landkreis Schwandorf                                                  | Bayern                 |
| ROF | 03501 | 03.07.2013    | 01.08.2013    | Landkreis Hersfeld-Rotenburg                                          | Hessen                 |
| ROK | 03703 | 03.07.2013    | 15.07.2013    | Donnersbergkreis                                                      | Rheinland-Pfalz        |
| ROL | 03854 | 05.07.2013    | 10.07.2013    | Landkreis Kelheim                                                     | Bayern                 |
| ROL | 08210 | 28.04.2014    | 25.07.2014    | Landkreis Landshut                                                    | Bayern                 |
| ROS | 02424 | 12.03.2013    | 18.03.2013    | Landkreis Rostock                                                     | Mecklenburg-Vorpommern |
| ROT | 03855 | 05.07.2013    | 10.07.2013    | Landkreis Ansbach                                                     | Bayern                 |
| RSL | 01729 | 23.11.2012    | 27.11.2012    | Dessau-Roßlau                                                         | Sachsen-Anhalt         |
| RU  | 01613 | 23.11.2012    | 29.11.2012    | Landkreis Saalfeld-Rudolstadt                                         | Thüringen              |
| RÜG | 02425 | 12.03.2013    | 15.03.2013    | Landkreis Vorpommern-Rügen (ohne die Stadt Stralsund)                 | Mecklenburg-Vorpommern |
| SAB | 01405 | 09.11.2012    | 19.11.2012    | Landkreis Trier-Saarburg                                              | Rheinland-Pfalz        |
| SÄK | 33001 | 08.02.2021    | 15.03.2021    | Landkreis Waldshut                                                    | Baden-Württemberg      |
| SAN | 03856 | 05.07.2013    | 10.07.2013    | Landkreis Kulmbach                                                    | Bayern                 |
| SAN | 03857 | 05.07.2013    | 10.07.2013    | Landkreis Kronach                                                     | Bayern                 |
| SAN | 08211 | 28.04.2014    | 04.08.2014    | Landkreis Hof                                                         | Bayern                 |
| SBG | 03603 | 03.07.2013    | 10.07.2013    | Landkreis Vorpommern-Greifswald (ohne die Stadt Greifswald)           | Mecklenburg-Vorpommern |
| SBK | 01730 | 23.11.2012    | 27.11.2012    | Salzlandkreis                                                         | Sachsen-Anhalt         |
| SCZ | 01614 | 23.11.2012    | 29.11.2012    | Saale-Orla-Kreis                                                      | Thüringen              |
| SDH | 01615 | 23.11.2012    | 29.11.2012    | Kyffhäuserkreis                                                       | Thüringen              |
| SDT | 06403 | 01.04.2014    | 03.04.2014    | Landkreis Uckermark                                                   | Brandenburg            |
| SEB | 01136 | 07.11.2012    | 12.11.2012    | Landkreis Sächsische Schweiz-Osterzgebirge                            | Sachsen                |
| SEE | 02510 | 12.03.2013    | 18.03.2013    | Landkreis Märkisch-Oderland                                           | Brandenburg            |
| SEF | 03858 | 05.07.2013    | 10.07.2013    | Landkreis Neustadt a.d.Aisch-Bad Windsheim                            | Bayern                 |
| SEL | 03859 | 05.07.2013    | 10.07.2013    | Landkreis Wunsiedel i.Fichtelgebirge                                  | Bayern                 |
| SFB | 02511 | 12.03.2013    | 15.03.2013    | Landkreis Oberspreewald-Lausitz                                       | Brandenburg            |
| SFT | 01731 | 23.11.2012    | 27.11.2012    | Salzlandkreis                                                         | Sachsen-Anhalt         |
| SGH | 01732 | 23.11.2012    | 27.11.2012    | Landkreis Mansfeld-Südharz                                            | Sachsen-Anhalt         |
| SLE | 02301 | 18.02.2013    | 20.02.2013    | Kreis Euskirchen                                                      | Nordrhein-Westfalen    |
| SLE | 10301 | 09.12.2014    | 15.07.2015    | Kreis Düren                                                           | Nordrhein-Westfalen    |
| SLG | 31002 | 09.12.2019    | 22.07.2020    | Landkreis Ravensburg                                                  | Baden-Württemberg      |
| SLG | 32002 | 17.12.2020    | 01.03.2021    | Landkreis Sigmaringen                                                 | Baden-Württemberg      |
| SLN | 01616 | 23.11.2012    | 29.11.2012    | Landkreis Altenburger Land                                            | Thüringen              |
| SLÜ | 01806 | 17.12.2012    | 02.01.2013    | Main-Kinzig-Kreis (ohne die Stadt Hanau)                              | Hessen                 |
| SLZ | 01617 | 23.11.2012    | 29.11.2012    | Wartburgkreis                                                         | Thüringen              |
| SMÜ | 22001 | 15.12.2016    | 01.03.2017    | Landkreis Augsburg                                                    | Bayern                 |
| SOB | 03860 | 05.07.2013    | 10.07.2013    | Landkreis Neuburg-Schrobenhausen                                      | Bayern                 |
| SOG | 03861 | 05.07.2013    | 16.09.2013    | Landkreis Weilheim-Schongau                                           | Bayern                 |
| SPB | 02512 | 12.03.2013    | 19.03.2013    | Landkreis Spree-Neiße                                                 | Brandenburg            |
| SRB | 02513 | 12.03.2013    | 18.03.2013    | Landkreis Märkisch-Oderland                                           | Brandenburg            |
| SRO | 01618 | 23.11.2012    | 29.11.2012    | Saale-Holzland-Kreis                                                  | Thüringen              |
| STB | 03604 | 03.07.2013    | 01.08.2013    | Landkreis Ludwigslust-Parchim                                         | Mecklenburg-Vorpommern |
| STE | 03862 | 05.07.2013    | 16.07.2013    | Landkreis Lichtenfels                                                 | Bayern                 |
| STL | 01137 | 07.11.2012    | 09.11.2012    | Erzgebirgskreis                                                       | Sachsen                |
| STO | 32001 | 17.12.2020    | 01.03.2021    | Landkreis Sigmaringen                                                 | Baden-Württemberg      |
| STO | 33002 | 08.02.2021    | 01.04.2021    | Landkreis Konstanz                                                    | Baden-Württemberg      |
| SUL | 03863 | 05.07.2013    | 12.07.2013    | Landkreis Amberg-Sulzbach                                             | Bayern                 |
| SWA | 03901 | 23.07.2013    | 15.08.2013    | Rheingau-Taunus-Kreis                                                 | Hessen                 |
| SY  | 27101 | 09.03.2018    | 23.04.2018    | Landkreis Diepholz                                                    | Niedersachsen          |
| SZB | 01138 | 07.11.2012    | 09.11.2012    | Erzgebirgskreis                                                       | Sachsen                |
| TE  | 03402 | 07.06.2013    | 03.07.2013    | Kreis Steinfurt                                                       | Nordrhein-Westfalen    |
| TET | 02426 | 12.03.2013    | 18.03.2013    | Landkreis Rostock                                                     | Mecklenburg-Vorpommern |
| TG  | 01139 | 07.11.2012    | 09.11.2012    | Landkreis Nordsachsen                                                 | Sachsen                |
| TO  | 01140 | 07.11.2012    | 09.11.2012    | Landkreis Nordsachsen                                                 | Sachsen                |
| TP  | 06404 | 01.04.2014    | 03.04.2014    | Landkreis Uckermark                                                   | Brandenburg            |
| TT  | 30001 | 05.11.2019    | 03.02.2020    | Bodenseekreis                                                         | Baden-Württemberg      |
| ÜB  | 30002 | 05.11.2019    | 03.02.2020    | Bodenseekreis                                                         | Baden-Württemberg      |
| ÜB  | 31003 | 09.12.2019    | 22.07.2020    | Landkreis Ravensburg                                                  | Baden-Württemberg      |
| ÜB  | 32003 | 17.12.2020    | 01.03.2021    | Landkreis Sigmaringen                                                 | Baden-Württemberg      |
| UEM | 02427 | 12.03.2013    | 14.03.2013    | Landkreis Vorpommern-Greifswald (ohne die Stadt Greifswald)           | Mecklenburg-Vorpommern |
| UER | 02428 | 12.03.2013    | nein          | Landkreis Vorpommern-Greifswald (ohne die Stadt Greifswald)           | Mecklenburg-Vorpommern |
| UFF | 03864 | 05.07.2013    | 10.07.2013    | Landkreis Neustadt a.d.Aisch-Bad Windsheim                            | Bayern                 |
| USI | 01807 | 17.12.2012    | 02.01.2013    | Hochtaunuskreis                                                       | Hessen                 |
| VAI | 08101 | 17.06.2014    | 14.07.2014    | Landkreis Ludwigsburg                                                 | Baden-Württemberg      |
| VIB | 03865 | 05.07.2013    | 10.07.2013    | Landkreis Rottal-Inn                                                  | Bayern                 |
| VIB | 08214 | 28.04.2014    | 25.07.2014    | Landkreis Landshut                                                    | Bayern                 |
| VIB | 28001 | 12.09.2018    | 02.01.2019    | Landkreis Mühldorf am Inn                                             | Bayern                 |
| VIT | 26101 | 04.01.2018    | 01.03.2018    | Landkreis Regen                                                       | Bayern                 |
| VOH | 03866 | 05.07.2013    | 10.07.2013    | Landkreis Neustadt a.d.Waldnaab                                       | Bayern                 |
| WA  | 04102 | 06.08.2013    | 04.11.2013    | Landkreis Waldeck-Frankenberg                                         | Hessen                 |
| WAN | 01509 | 12.11.2012    | 12.12.2012    | Herne                                                                 | Nordrhein-Westfalen    |
| WAR | 29001 | 28.10.2019    | 08.11.2019    | Kreis Höxter                                                          | Nordrhein-Westfalen    |
| WAT | 01510 | 12.11.2012    | 14.11.2012    | Bochum                                                                | Nordrhein-Westfalen    |
| WBS | 01619 | 23.11.2012    | 29.11.2012    | Landkreis Eichsfeld                                                   | Thüringen              |
| WDA | 01141 | 07.11.2012    | 09.11.2012    | Landkreis Zwickau                                                     | Sachsen                |
| WEL | 01808 | 17.12.2012    | 02.01.2013    | Landkreis Limburg-Weilburg                                            | Hessen                 |
| WER | 03867 | 05.07.2013    | 10.07.2013    | Landkreis Dillingen a.d.Donau                                         | Bayern                 |
| WER | 22002 | 15.12.2016    | 01.03.2017    | Landkreis Augsburg                                                    | Bayern                 |
| WG  | 31001 | 09.12.2019    | 22.07.2020    | Landkreis Ravensburg                                                  | Baden-Württemberg      |
| WIS | 02429 | 12.03.2013    | 02.04.2013    | Landkreis Nordwestmecklenburg (ohne die Stadt Wismar)                 | Mecklenburg-Vorpommern |
| WIT | 01511 | 12.11.2012    | 14.11.2012    | Ennepe-Ruhr-Kreis                                                     | Nordrhein-Westfalen    |
| WIZ | 03902 | 23.07.2013    | 16.09.2013    | Werra-Meißner-Kreis                                                   | Hessen                 |
| WK  | 02514 | 12.03.2013    | 18.03.2013    | Landkreis Ostprignitz-Ruppin                                          | Brandenburg            |
| WLG | 02430 | 12.03.2013    | 14.03.2013    | Landkreis Vorpommern-Greifswald (ohne die Stadt Greifswald)           | Mecklenburg-Vorpommern |
| WMS | 01733 | 23.11.2012    | 27.11.2012    | Landkreis Börde                                                       | Sachsen-Anhalt         |
| WOH | 01809 | 17.12.2012    | 02.01.2013    | Landkreis Kassel                                                      | Hessen                 |
| WOL | 06303 | 25.03.2014    | 31.03.2014    | Ortenaukreis                                                          | Baden-Württemberg      |
| WOL | 26203 | 18.01.2018    | 19.02.2018    | Landkreis Freudenstadt                                                | Baden-Württemberg      |
| WOR | 03868 | 05.07.2013    | 10.07.2013    | Landkreis Bad Tölz-Wolfratshausen                                     | Bayern                 |
| WOR | 03869 | 05.07.2013    | 10.07.2013    | Landkreis München                                                     | Bayern                 |
| WOR | 03870 | 05.07.2013    | 10.07.2013    | Landkreis Starnberg                                                   | Bayern                 |
| WOS | 03871 | 05.07.2013    | 10.07.2013    | Landkreis Freyung-Grafenau                                            | Bayern                 |
| WR  | 01734 | 23.11.2012    | 27.11.2012    | Landkreis Harz                                                        | Sachsen-Anhalt         |
| WRN | 02431 | 12.03.2013    | 18.03.2013    | Landkreis Mecklenburgische Seenplatte (ohne die Stadt Neubrandenburg) | Mecklenburg-Vorpommern |
| WS  | 03872 | 05.07.2013    | 10.07.2013    | Landkreis Rosenheim                                                   | Bayern                 |
| WS  | 28002 | 12.09.2018    | 02.01.2019    | Landkreis Mühldorf am Inn                                             | Bayern                 |
| WSF | 01735 | 23.11.2012    | 27.11.2012    | Burgenlandkreis                                                       | Sachsen-Anhalt         |
| WSW | 01142 | 07.11.2012    | 09.11.2012    | Landkreis Görlitz                                                     | Sachsen                |
| WTL | 27303 | 27.03.2018    | 11.06.2018    | Landkreis Osnabrück                                                   | Niedersachsen          |
| WÜM | 03873 | 05.07.2013    | 10.07.2013    | Landkreis Cham                                                        | Bayern                 |
| WUR | 01143 | 07.11.2012    | 09.11.2012    | Landkreis Leipzig                                                     | Sachsen                |
| WZ  | 35001 | 19.07.2021    | 16.08.2021    | Lahn-Dill-Kreis                                                       | Hessen                 |
| WZL | 01736 | 23.11.2012    | 27.11.2012    | Landkreis Börde                                                       | Sachsen-Anhalt         |
| ZE  | 01737 | 23.11.2012    | 27.11.2012    | Landkreis Anhalt-Bitterfeld                                           | Sachsen-Anhalt         |
| ZEL | 01406 | 09.11.2012    | 15.11.2012    | Landkreis Cochem-Zell                                                 | Rheinland-Pfalz        |
| ZI  | 01144 | 07.11.2012    | 09.11.2012    | Landkreis Görlitz                                                     | Sachsen                |
| ZIG | 13103 | 13.02.2015    | 16.03.2015    | Schwalm-Eder-Kreis                                                    | Hessen                 |
| ZP  | 01145 | 07.11.2012    | 09.11.2012    | Erzgebirgskreis                                                       | Sachsen                |
| ZR  | 01620 | 23.11.2012    | 29.11.2012    | Landkreis Greiz                                                       | Thüringen              |
| ZS  | 42003 | 16.12.2024    | 03.03.2025    | Landkreis Teltow-Fläming                                              | Brandenburg            |
| ZW  | 11201 | 16.01.2015    | 02.02.2015    | Landkreis Südwestpfalz                                                | Rheinland-Pfalz        |
| ZZ  | 01738 | 23.11.2012    | 27.11.2012    | Burgenlandkreis                                                       | Sachsen-Anhalt         |

### Statistik
Hier werden die im Rahmen der Kennzeichenliberalisierung erfolgten Freigaben sonst auslaufender Unterscheidungszeichen angegeben. Dabei stehen in der Spalte Anzahl die neu hinzukommenden Unterscheidungszeichen. In der Spalte Gesamtzahl steht die Summe aller bisher im Zusammenhang mit der Kennzeichenliberalisierung freigegebenen Unterscheidungszeichen.
| Datum      | Anmerkung | Anzahl | Gesamt- zahl |
| ---------- | --- | ------ | ------------ |
| 09.11.2012 | Sachsen: alle mit Ausnahme des Landkreises Sächsische Schweiz-Osterzgebirge | 42     | 42           |
| 12.11.2012 | Sachsen: Landkreis Sächsische Schweiz-Osterzgebirge | 3      | 45           |
| 13.11.2012 | Nordrhein-Westfalen: Kreise Recklinghausen und Siegen-Wittgenstein | 3      | 48           |
| 14.11.2012 | Nordrhein-Westfalen: Bochum und Ennepe-Ruhr-Kreis Rheinland-Pfalz: Eifelkreis Bitburg-Prüm | 3      | 51           |
| 15.11.2012 | Niedersachsen: Landkreise Aurich, Goslar, Göttingen, Hildesheim, Northeim, Rotenburg (Wümme) und Schaumburg Rheinland-Pfalz: Landkreise Cochem-Zell, Mainz-Bingen und Rhein-Hunsrück-Kreis Schleswig-Holstein: Kreis Rendsburg-Eckernförde | 14     | 65           |
| 17.11.2012 | Nordrhein-Westfalen: Kreis Düren | 1      | 66           |
| 19.11.2012 | Rheinland-Pfalz: Landkreis Trier-Saarburg | 1      | 67           |
| 23.11.2012 | Nordrhein-Westfalen: Kreis Unna | 1      | 68           |
| 26.11.2012 | Rheinland-Pfalz: Landkreis Bernkastel-Wittlich | 1      | 69           |
| 27.11.2012 | Sachsen-Anhalt | 38     | 107          |
| 29.11.2012 | Thüringen | 20     | 127          |
| 03.12.2012 | Nordrhein-Westfalen: Kreise Soest und Wesel | 3      | 130          |
| 12.12.2012 | Nordrhein-Westfalen: Herne | 1      | 131          |
| 02.01.2013 | Hessen: Landkreise Darmstadt-Dieburg, Hochtaunuskreis, Kassel, Limburg-Weilburg, Main-Kinzig-Kreis, Marburg-Biedenkopf und Wetteraukreis                                                                                                   | 9      | 140          |
| 01.02.2013 | Nordrhein-Westfalen: Kreis Borken | 2      | 142          |
| 20.02.2013 | Nordrhein-Westfalen: Kreis Euskirchen | 1      | 143          |
| 25.02.2013 | Baden-Württemberg: Landkreise Böblingen, Neckar-Odenwald-Kreis, Ostalbkreis und Zollernalbkreis | 4      | 147          |
| 14.03.2013 | Mecklenburg-Vorpommern: Landkreis Vorpommern-Greifswald | 5      | 152          |
| 15.03.2013 | Brandenburg: Landkreis Oberspreewald-Lausitz Mecklenburg-Vorpommern: Landkreis Vorpommern-Rügen | 6      | 158          |
| 18.03.2013 | Brandenburg: Landkreise Märkisch-Oderland und Ostprignitz-Ruppin Mecklenburg-Vorpommern: Landkreise Mecklenburgische Seenplatte und Rostock                                                                                                | 16     | 174          |
| 19.03.2013 | Brandenburg: Landkreise Barnim und Spree-Neiße | 5      | 179          |
| 02.04.2013 | Brandenburg: Landkreis Elbe-Elster Mecklenburg-Vorpommern: Landkreis Nordwestmecklenburg | 4      | 183          |
| 06.05.2013 | Rheinland-Pfalz: Landkreis Mayen-Koblenz | 1      | 184          |
| 29.05.2013 | Brandenburg: Landkreis Elbe-Elster (Ergänzung) | 1      | 185          |
| 02.07.2013 | Nordrhein-Westfalen: Städteregion Aachen | 1      | 186          |
| 03.07.2013 | Nordrhein-Westfalen: Kreis Steinfurt | 2      | 188          |
| 08.07.2013 | Rheinland-Pfalz: Rhein-Lahn-Kreis | 2      | 190          |
| 10.07.2013 | Bayern: etliche Landkreise Mecklenburg-Vorpommern: Landkreis Vorpommern-Greifswald (Ergänzung) | 49     | 239          |
| 11.07.2013 | Bayern: Landkreise Aichach-Friedberg, Aschaffenburg und Roth | 3      | 242          |
| 12.07.2013 | Bayern: Landkreis Amberg-Sulzbach | 1      | 243          |
| 13.07.2013 | Bayern: Landkreis Günzburg | 1      | 244          |
| 15.07.2013 | Bayern: Landkreis Nürnberger Land Rheinland-Pfalz: Donnersbergkreis | 2      | 246          |
| 16.07.2013 | Bayern: Landkreis Lichtenfels | 1      | 247          |
| 22.07.2013 | Mecklenburg-Vorpommern: Landkreis Mecklenburgische Seenplatte (Ergänzung) | 3      | 250          |
| 01.08.2013 | Hessen: Landkreis Hersfeld-Rotenburg Mecklenburg-Vorpommern: Landkreis Ludwigslust-Parchim | 6      | 256          |
| 15.08.2013 | Hessen: Rheingau-Taunus-Kreis | 1      | 257          |
| 02.09.2013 | Nordrhein-Westfalen: Kreis Heinsberg | 2      | 259          |
| 16.09.2013 | Bayern: Landkreis Weilheim-Schongau Hessen: Werra-Meißner-Kreis | 2      | 261          |
| 04.11.2013 | Hessen: Landkreis Waldeck-Frankenberg | 2      | 263          |
| 02.12.2013 | Baden-Württemberg: Landkreis Freudenstadt und Rems-Murr-Kreis | 1      | 264          |
| 09.12.2013 | Baden-Württemberg: Landkreis Rastatt | 1      | 265          |
| 07.01.2014 | Baden-Württemberg: Main-Tauber-Kreis | 1      | 266          |
| 28.03.2014 | Baden-Württemberg: Landkreis Schwäbisch Hall | 1      | 267          |
| 31.03.2014 | Baden-Württemberg: Ortenaukreis | 3      | 270          |
| 01.04.2014 | Bayern: Landkreis Haßberge | 2      | 272          |
| 03.04.2014 | Brandenburg: Landkreis Uckermark | 4      | 276          |
| 22.04.2014 | Nordrhein-Westfalen: Kreis Warendorf | 1      | 277          |
| 02.05.2014 | Hessen: Lahn-Dill-Kreis | 1      | 278          |
| 16.05.2014 | Nordrhein-Westfalen: Kreis Coesfeld | 1      | 279          |
| 10.06.2014 | Nordrhein-Westfalen: Kreis Kleve | 1      | 280          |
| 14.07.2014 | Baden-Württemberg: Landkreis Ludwigsburg | 1      | 281          |
| 25.07.2014 | Bayern: Landkreis Landshut | 1      | 282          |
| 04.08.2014 | Bayern: Landkreis Hof | 1      | 283          |
| 10.11.2014 | Baden-Württemberg: Landkreis Esslingen | 1      | 284          |
| 24.11.2014 | Nordrhein-Westfalen: Kreis Paderborn | 1      | 285          |
| 02.02.2015 | Bayern: Landkreis Erlangen-Höchstadt | 1      | 286          |
| 10.02.2015 | Baden-Württemberg: Hohenlohekreis | 1      | 287          |
| 02.03.2015 | Nordrhein-Westfalen: Kreis Viersen | 1      | 288          |
| 16.03.2015 | Hessen: Schwalm-Eder-Kreis | 3      | 291          |
| 20.04.2015 | Schleswig-Holstein: Kreis Dithmarschen | 1      | 292          |
| 02.07.2015 | Brandenburg: Landkreis Dahme-Spreewald | 3      | 295          |
| 03.08.2015 | Nordrhein-Westfalen: Leverkusen | 1      | 296          |
| 19.08.2015 | Nordrhein-Westfalen: Rhein-Kreis Neuss | 1      | 297          |
| 04.01.2016 | Brandenburg: Landkreis Havelland | 2      | 299          |
| 15.09.2016 | Bayern: Landkreis Berchtesgadener Land | 3      | 302          |
| 01.11.2016 | Niedersachsen: Landkreis Göttingen | 1      | 303          |
| 01.03.2017 | Bayern: Landkreise Augsburg und Dingolfing-Landau | 2      | 305          |
| 01.09.2017 | Brandenburg: Landkreis Oder-Spree | 3      | 308          |
| 15.01.2018 | Bayern: Landkreis Miltenberg | 1      | 309          |
| 01.03.2018 | Bayern: Landkreis Regen | 1      | 310          |
| 23.04.2018 | Niedersachsen: Landkreis Diepholz | 1      | 311          |
| 11.06.2018 | Niedersachsen: Landkreis Osnabrück | 3      | 314          |
| 02.07.2018 | Bayern: Landkreis Straubing-Bogen | 1      | 315          |
| 08.11.2019 | Nordrhein-Westfalen: Kreis Höxter | 1      | 316          |
| 03.02.2020 | Baden-Württemberg: Bodenseekreis | 2      | 318          |
| 22.07.2020 | Baden-Württemberg: Landkreis Ravensburg | 2      | 320          |
| 01.03.2021 | Baden-Württemberg: Landkreis Sigmaringen | 1      | 321          |
| 15.03.2021 | Baden-Württemberg: Landkreis Waldshut | 1      | 322          |
| 01.07.2021 | Thüringen: Wartburgkreis (Ergänzung) | 1      | 323          |
| 16.08.2021 | Hessen: Lahn-Dill-Kreis (Ergänzung) | 1      | 324          |
| 18.10.2021 | Saarland: Landkreis Neunkirchen | 1      | 325          |
| 02.10.2023 | Baden-Württemberg: Landkreis Breisgau-Hochschwarzwald | 2      | 327          |
| 16.09.2024 | Baden-Württemberg: Schwarzwald-Baar-Kreis | 1      | 328          |
| 03.02.2025 | Baden-Württemberg: Landkreis Karlsruhe | 1      | 329          |
| 03.03.2025 | Brandenburg: Landkreis Teltow-Fläming | 3      | 332          |
| 10.05.2025 | Nordrhein-Westfalen: Kreis Minden-Lübbecke | 1      | 333          |

## Sonstiges
Elektrokarren auf der ansonsten autofreien Insel Helgoland haben das Unterscheidungszeichen AG, das für „Ausnahmegenehmigung“ steht. In der Erkennungsnummer stehen die Buchstaben NR. Es sind keine amtlichen Kennzeichen.